# 東京総合車両センター

周辺路線図

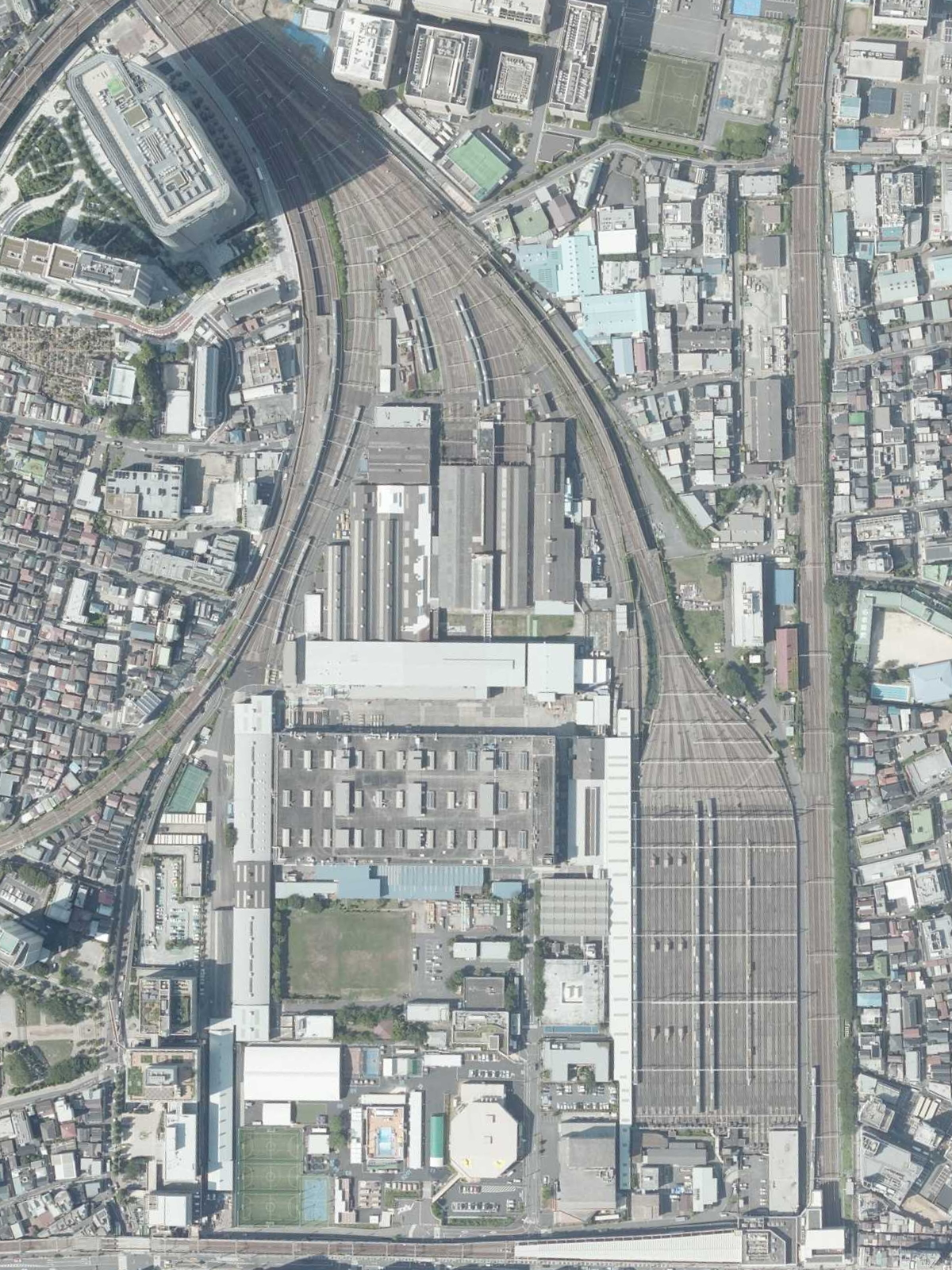
東京総合車両センター周辺の空中写真（2019年8月撮影）

東京総合車両センター（とうきょうそうごうしゃりょうセンター）は、東京都品川区広町2丁目にある東日本旅客鉄道（JR東日本）の車両基地および車両工場。同社首都圏本部管轄。車両基地の山手電車区と車両工場の大井工場が合併して発足した。JR東日本に5か所ある在来線の総合車両センター（郡山・長野・秋田・大宮・東京）のひとつ。

## 組織体系

### 本区

#### 東エリア
車両基地部分（旧・山手電車区）は東エリアと呼ばれる。山手線で使用されるすべての電車および試験車・事業用車が配置され、日夜定期検査や臨時修繕などが行われている。
地理的には旧大井工場の東側に位置し、東側は東海道本線に、南側は東急大井町線大井町駅に隣接している。大崎駅から入出区線により連絡している。
1967年（昭和42年）に建設されたコンクリート製高架を備えた2階建て車両基地であり、階下「下収容線」に22線（1 - 22番線）、高架「上収容線」に23線（31 - 53番線）を備える。1 - 4番線は修繕線であり、そのうち2・3番線は基地奥の修繕場につながり、修2・3番線と称する。修2番線にはリフティングジャッキを、修3番線には車輪転削装置を備える。かつて構内入替に使用された事業用車両（クモヤ143形）は1・4番線に留置されることが多かった。5 - 7番線は定期検査用のピット線、8 - 11番線は手洗いによる洗浄線、12番線以降は留置線となっている。

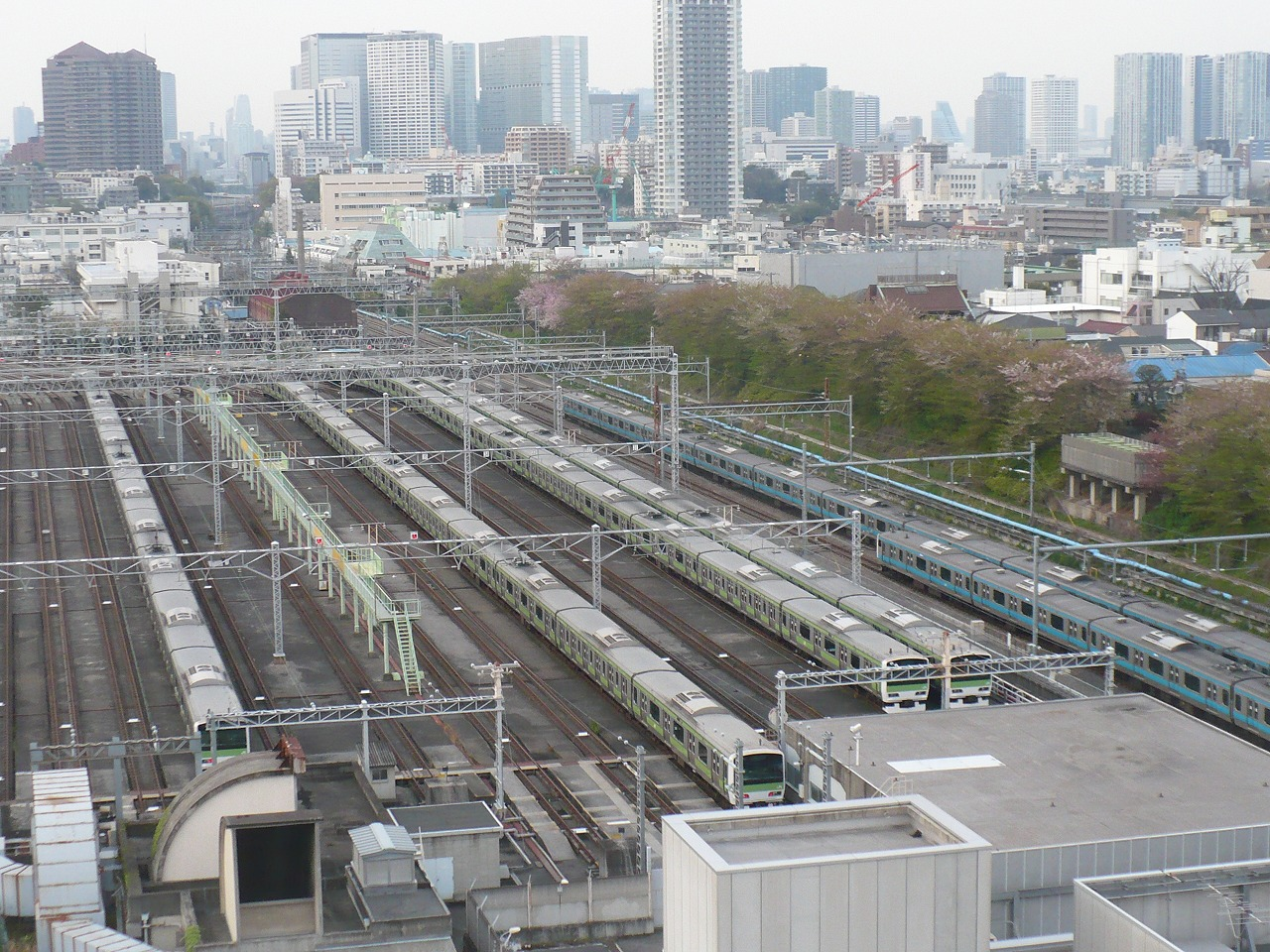
留置線部のE231系500番台とその東側を走る京浜東北線E233系1000番台
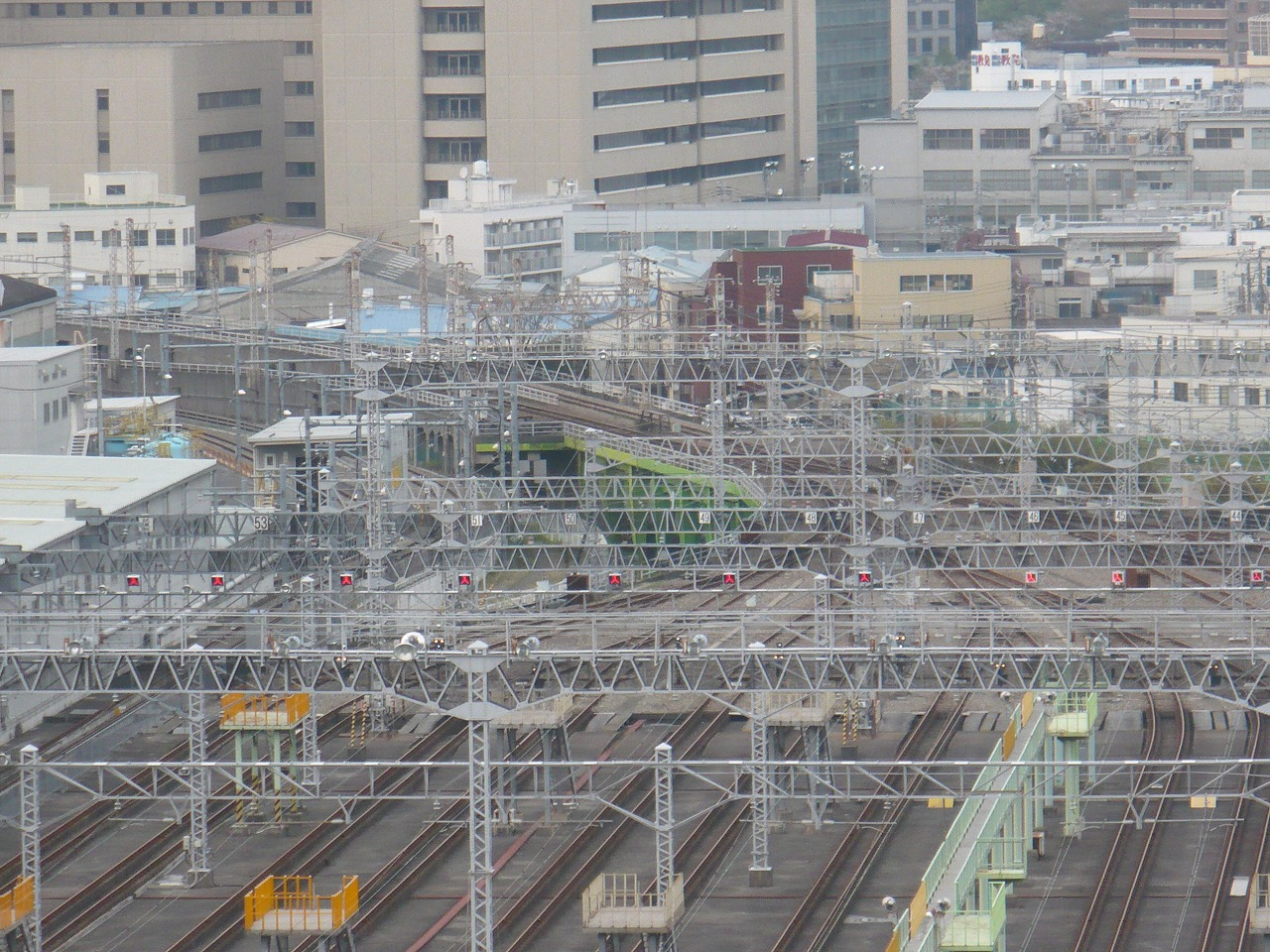
留置線部の合流地点を見る

#### 西エリア
車両工場部分（旧・大井工場）は西エリアと呼ばれる。日本国有鉄道（国鉄）時代から、東京地区の電車を専門に、検修・改造などを行っている。構内には2023年（令和5年）までレンガ造りの御料車庫があったが、周辺の再開発により解体され姿を消している。当所で保管されていた歴代の皇室用客車（尾久車両センター所属）の移動先や状況等は公開されていない。このほか旧型車両（#保存車を参照）が保存されている。
2017年（平成29年）現在、東京総合車両センターでは新系列車両（209系・E231系・E233系など）の大部分の検査を受け持っており、これらの車両のメンテナンスに最適な設備を有している。また、新系列車両は耐久性や耐摩耗性に優れていることから、新保全体系と称する従来の検査体系を簡略化した（各機器ごとに検査周期を適正化した）検査体系が実施されている。
西エリア内の最も西側には1997年（平成9年）11月に完成した「新系列車両検修西棟」が、東側には2004年（平成16年）12月に完成した「新系列車両検修東棟」が設けられている。これらの検修棟は各車両を1両ごとに分割することなく最大6両（西棟）または最大11両（東棟）とした在姿状態で台車や屋根上機器などの検査が可能な設備となっており、新系列車両を効率的に検査が行えるような設備となっている。なお、205系は大宮総合車両センターの担当となっている。
廃車車両解体設備も設けられているものの、近年では長野総合車両センターでの解体が基本のため使用頻度は低い。

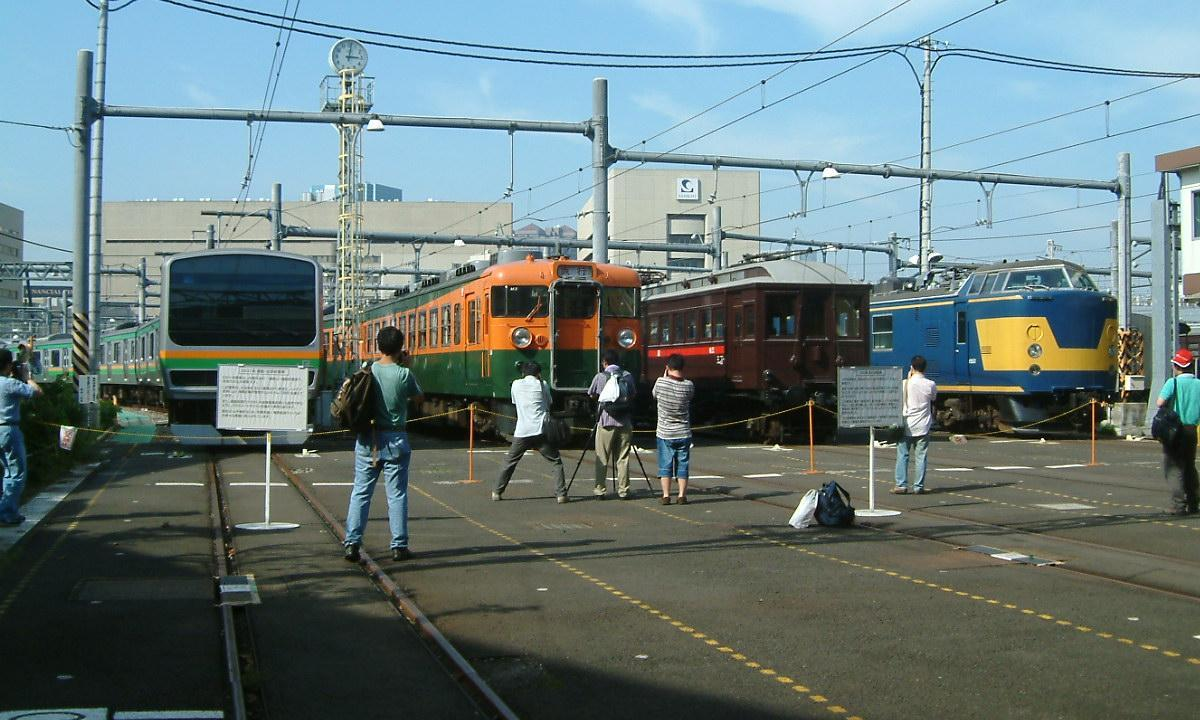
大井工場（当時）公開時の車両展示（2003年8月23日）
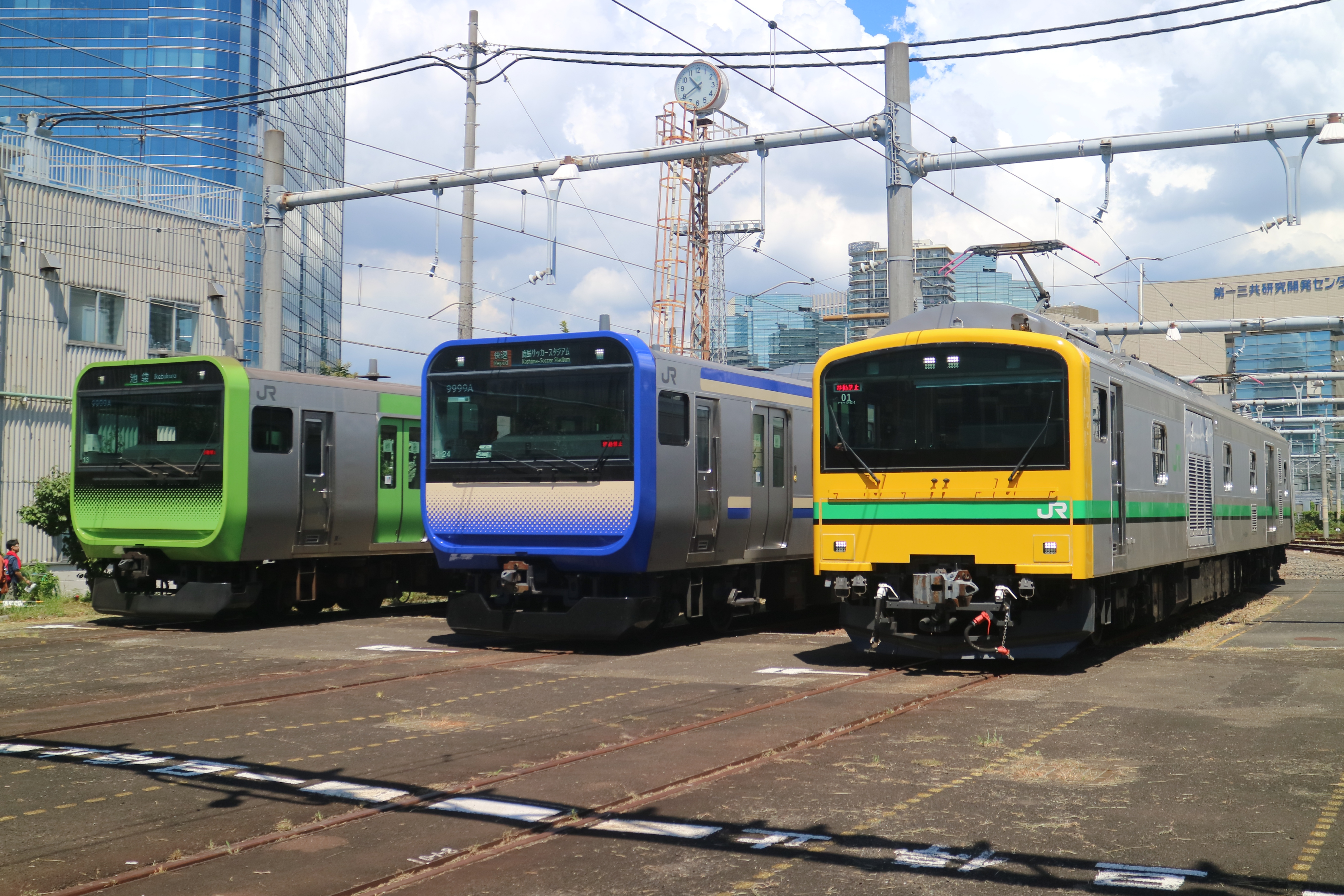
2023年の東京総合車両センター公開。E235系0番台、1000番台とE493系が展示（2023年8月26日）
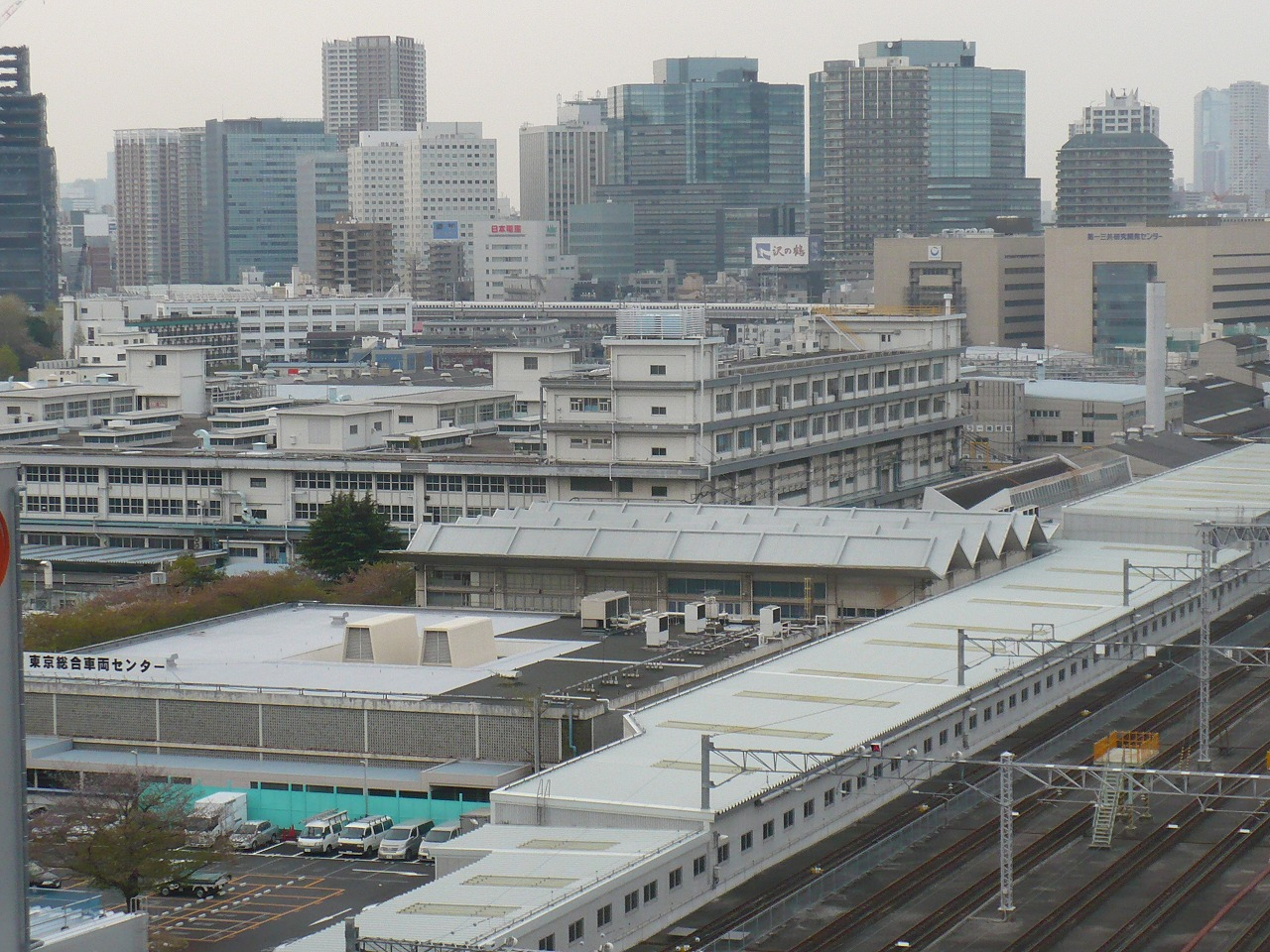
西エリアの車両工場部。写真手前の留置線左側にある長い建物が新系列車両検修東棟

### 田町派出所
2018年（平成30年）6月に田町センターを改組し保全科の下部組織として田町派出所が発足した。前身の田町センターは2013年（平成25年）3月16日のダイヤ改正より、田町車両センターを廃止し、東京総合車両センターと統合して旧田町車両センターを所管する組織として発足した。旧田町車両センターの配置車両は特急用の185系と251系が大宮総合車両センター、E233系や215系などの一般形車両は国府津車両センターなどに分散されたため、田町センター発足後は所属車両が存在せず、車両留置機能と仕業検査機能のみとなる。
東海道線東京口や上野東京ラインなどで運用される車両が留置されるほか、日中は上野東京ライン常磐線直通のE231系（松戸車両センター配置）や寝台特急「サンライズ瀬戸・出雲」用の285系（JR西日本後藤総合車両所出雲支所・JR東海大垣車両区配置）が田町センターに留置される。
JR東日本は構内運転業務や仕業検査等を直営では行わず、グループ会社であるJR東日本運輸サービス (JETS) に委託している。

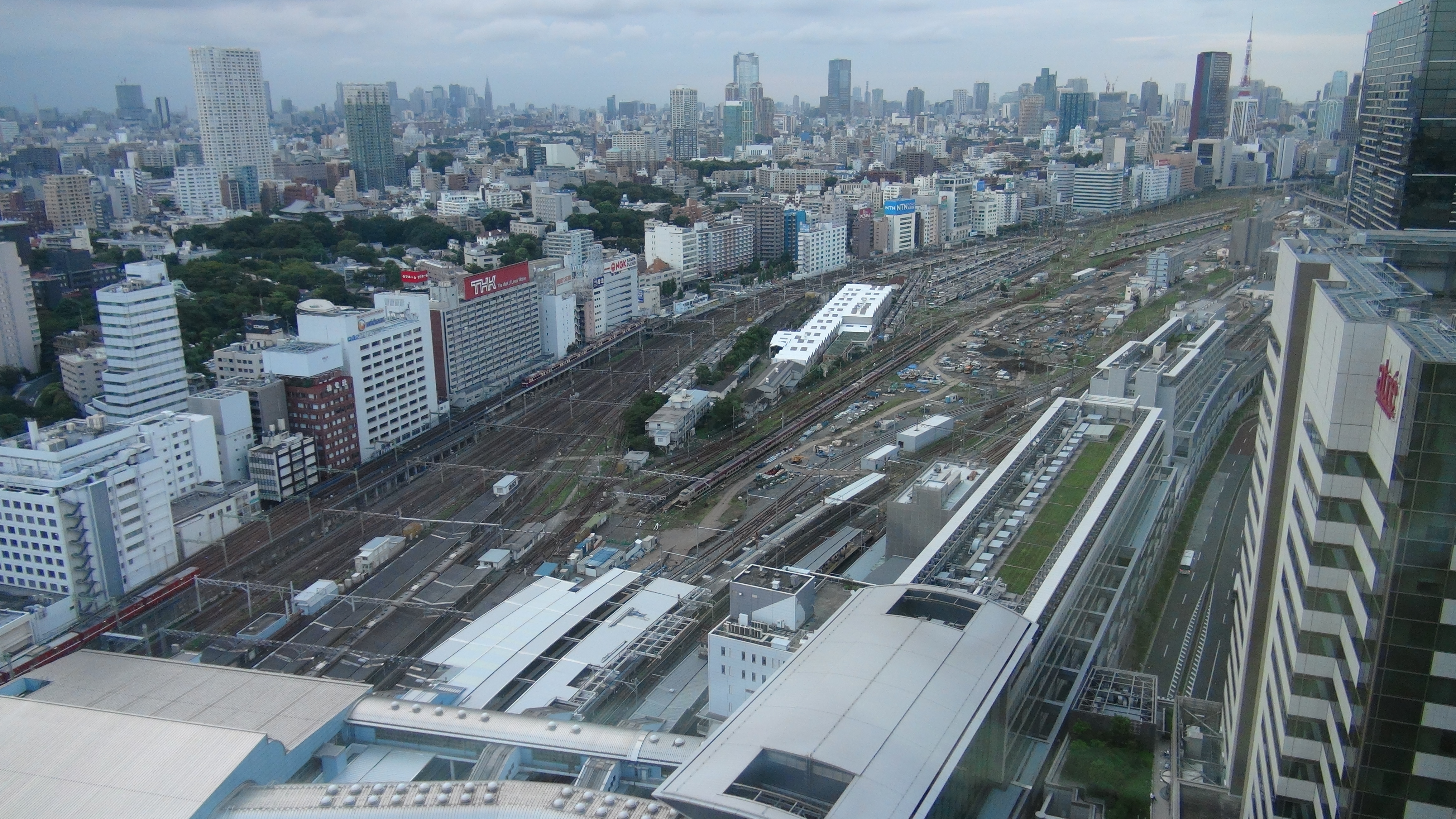
品川駅側から見た田町センター

### 派出検査
品川・赤羽・東京・新宿の各駅に常駐し、各常駐駅の発着列車で車両不具合があった場合に検修業務を行う。業務内容は、車両不具合や人身事故時の復旧・処置作業、および山手線・中央線・湘南新宿ライン・上野東京ライン・京浜東北線などの車両添乗による列車状態の把握である。
各派出所の近隣で車両不具合が発生した場合は自社車両はもちろん、機関車や直通運転先の他社車両でも対応することがある。
東京総合車両センターの出先機関であるため、常駐する社員も同センターの所属社員が担当している。
2022年（令和4年）4月1日に松戸車両センター上野派出所が廃止されたため、上野派出所が担っていた作業についても各派出が担っている。

#### 品川派出所
品川駅構内にある臨時検査の派出所である。本線営業列車で車両不具合があった場合に検修業務を行っている。

#### 赤羽派出所
2007年（平成19年）4月1日に設置された赤羽駅構内にある臨時検査の派出所である。
赤羽発着列車には東京総合車両センター所属車両は運用されておらず、また近隣に尾久車両センターが立地するが、尾久は基本的に客車の車両基地であるため、同じ首都圏本部管内にあるとともに、赤羽発着列車に運用される車両を含む新系列車両の検査を担当している東京総合車両センターの出先機関となっている。

#### 池袋派出所
2008年（平成20年）12月14日に旧池袋運転区の検修業務のうち、池袋駅構内にある派出部門を引き継いだ。2018年（平成30年）12月1日に廃止となり、組織は新宿派出所に移管された。

#### 新宿派出所
1963年（昭和38年）に新宿客貨車区 旅客車サービス班として発足。組織改編等により八王子客貨車区、その後は三鷹電車区、田町電車区と所管組織が変遷し、2013年（平成25年）3月16日に田町車両センターが東京総合車両センター田町センターに移管されたと同時に同総合車両センターの管轄になった。
新宿駅に常駐し、特急車両や直通先車両を含んだ当駅発着列車全般の検修作業を行っている。また新宿近辺の駅や踏切、電留線等での対応も行っている。

#### 東京派出所
1963年（昭和38年）に品川客車区東京支区 旅客車サービス班として発足。その後田町電車区の出先機関となり、新宿派出所と同様に2013年（平成25年）3月16日に東京総合車両センターに移管された。
東京駅に常駐し、京葉線や総武快速線、横須賀線（E217系、E233系5000番台、E235系1000番台、E259系）を主に本線上修繕を行っている。

## 歴史
- 東エリア
  - 1909年（明治42年） - 新宿電車庫品川派出所として品川駅構内に開設。
  - 1910年（明治43年） - 品川電車庫が開設。
  - 1936年（昭和11年） - 品川電車区に名称変更。
  - 1964年（昭和39年） - 仮称「大崎電車区」として現在地にて着工。
  - 1967年（昭和42年）4月3日 - 現在地に移転。「東洋随一」と謳われた二階建て電車基地が完成、一部使用開始。山手線の車両基地が品川・池袋・下十条の3区体制から品川・池袋の2区体制となる。
  - 1968年（昭和43年）10月 - 全面使用開始。
  - 1985年（昭和60年）11月1日 - 運転士などの運転部門を品川運転区へ分離し、山手電車区に名称変更[8]。略号は「南シナ」から「南ヤテ」に。
  - 1986年（昭和61年）3月3日 - 池袋電車区に配置されていた車両が転入、山手線の全車両の所属基地となる。
  - 1987年（昭和62年）4月1日 - 国鉄分割民営化により、東日本旅客鉄道東京圏運行本部の管轄となる。略号は「東ヤテ」に。
  - 2004年（平成16年）6月1日 - 大井工場と合併し「東京総合車両センター」に改称され、略号は「東トウ」に[9]。

- 西エリア
  - 1871年（明治4年） - 「新橋工場」として新橋に開設。
  - 1914年（大正3年） - 電車の新造・修繕を開始。
  - 1915年（大正4年）7月21日 - 新橋駅から現在地に移転、大井工場と名称を変更[10]。
  - 1987年（昭和62年）4月1日 - 国鉄分割民営化により東日本旅客鉄道に移管。
  - 2004年（平成16年）6月1日 - 山手電車区と合併し「東京総合車両センター」に改称[9]。

- 田町派出所
  - 2013年（平成25年）3月16日 - 田町車両センターを廃止し保全科の下部組織として、新たに「東京総合車両センター田町センター」として発足[9]。
  - 2018年（平成30年）6月1日-田町センターの一部業務を株式会社JR東日本運輸サービスへ業務委託し田町派出所へ名称変更。[11]

## 配置車両に記される略号
- 「都トウ」…2022年（令和4年）10月1日以降（首都圏本部を意味する「都」と、東京を意味する「トウ」から）
- 「東トウ」…2004年（平成16年）6月1日以降（東京支社を意味する「東」と、東京を意味する「トウ」から）|  |
- 「東ヤテ」…1987年（昭和62年）4月1日以降（東京地域本社→東京支社を意味する「東」と、山手を意味する「ヤテ」から）
- 「南ヤテ」…1985年（昭和60年）11月1日以降（東京南鉄道管理局を示す「南」と山手を意味する「ヤテ」から）
- 「南シナ」…1969年（昭和44年）3月1日以降（東京南鉄道管理局を示す「南」と、品川を意味する「シナ」から）
- 「東シナ」…開設時（東京鉄道管理局を示す「東」と、品川を意味する「シナ」から）

## 整備車両に記される略号
「東京総合車セ」または「TK」。なお、大井工場時代は「大井工」または「OY」。

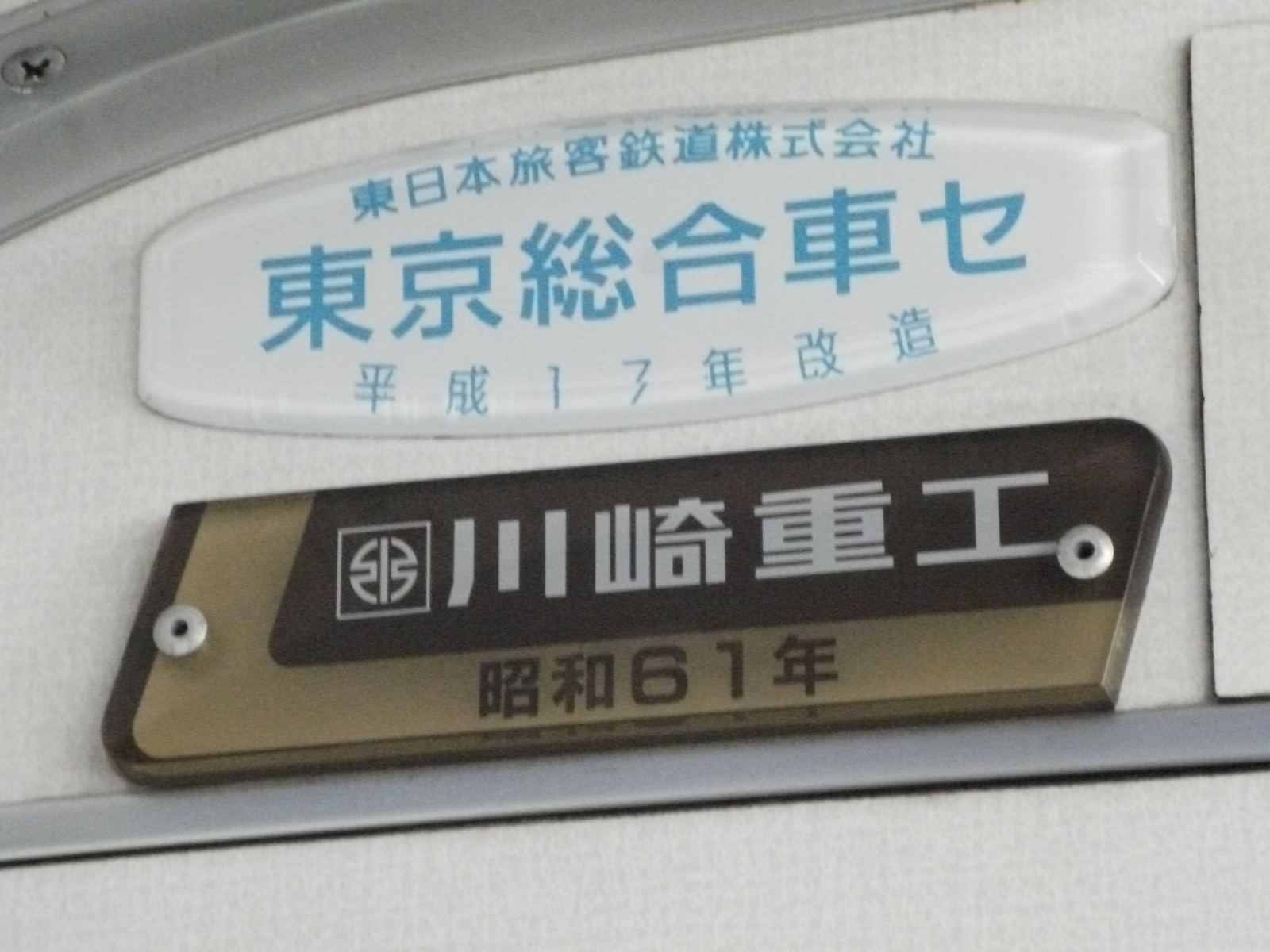
205系0番台→5000番台への転用改造後に付された車内銘板
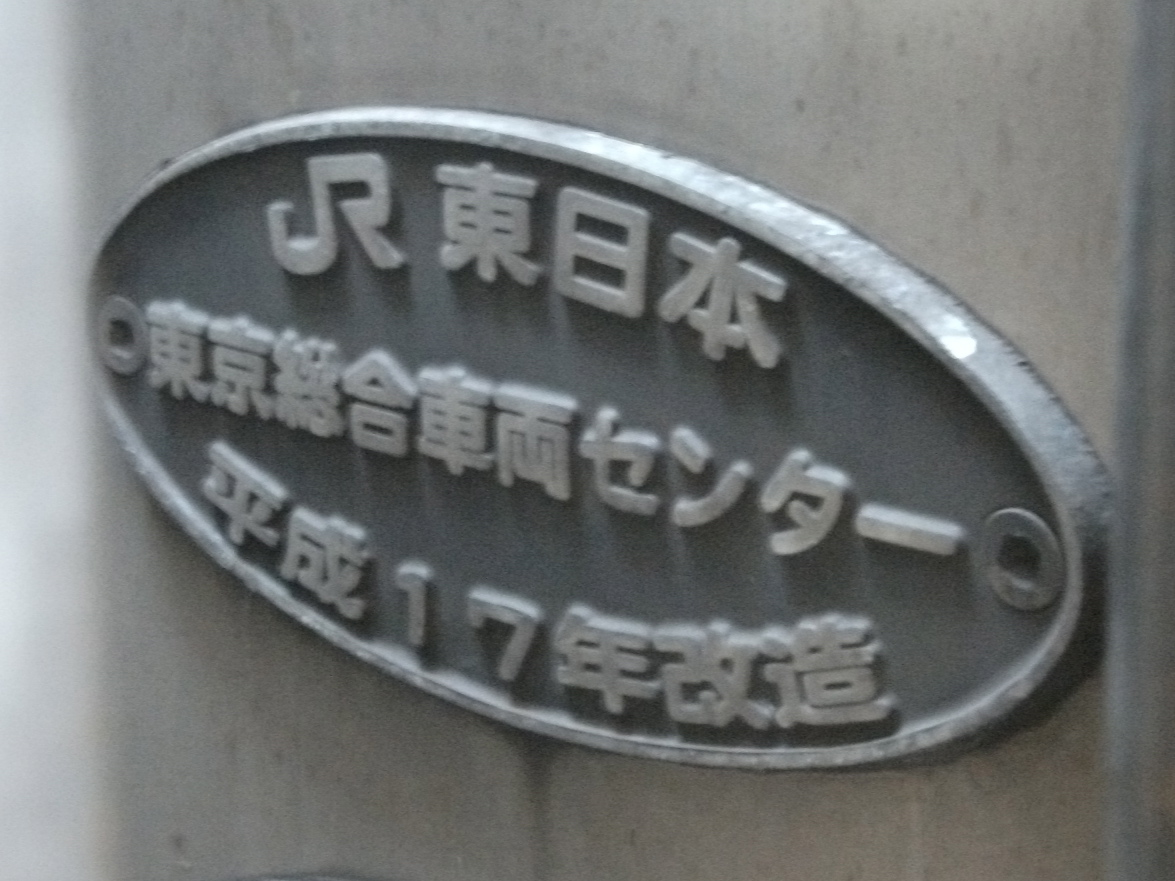
205系0番台→5000番台への転用改造時に車体に付された銘板

## 配置車両
2024年（令和6年）4月1日現在の配置車両は以下のとおり。
| 電車  | 気動車 | 機関車 | 客車 | 貨車 | 合計  |
| ----- | ------ | ------ | ---- | ---- | ----- |
| 552両 | 0両    | 0両    | 0両  | 0両  | 552両 |

E235系電車（550両）
- 0番台11両編成50本（トウ01 - 50編成）が配置されている。
- 量産先行車（トウ01編成）は、2015年（平成27年）11月30日に山手線での運用を開始。2017年（平成29年）5月22日には量産車のトウ02編成も運用を開始した。以降も順次総合車両製作所新津事業所から配給輸送され、2019年（令和元年）12月に11両編成50本の投入が完了した。

E655系電車（1両）
- 特別車両「E655-1」のみが配置されている。その他車両は尾久車両センター配置である。

157系電車（1両）
- 157系は当センターにのみの配置で、1982年（昭和57年）以後は貴賓車「クロ157-1」のみが残る。
- 2013年（平成25年）3月16日ダイヤ改正に伴い田町車両センター廃止のため転入し、御料車庫に保管されている。1993年（平成5年）以降は使用されていない。

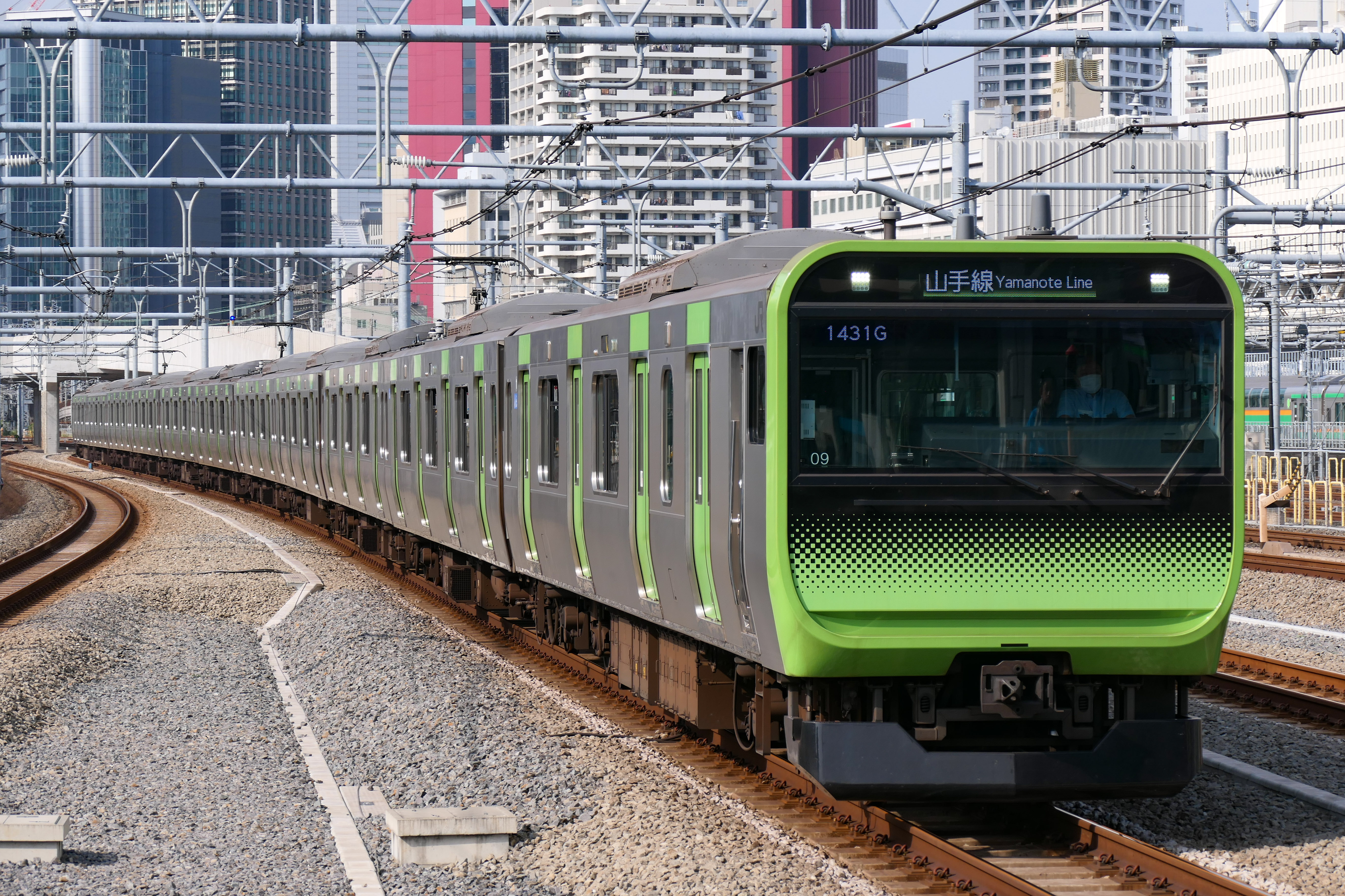
E235系0番台
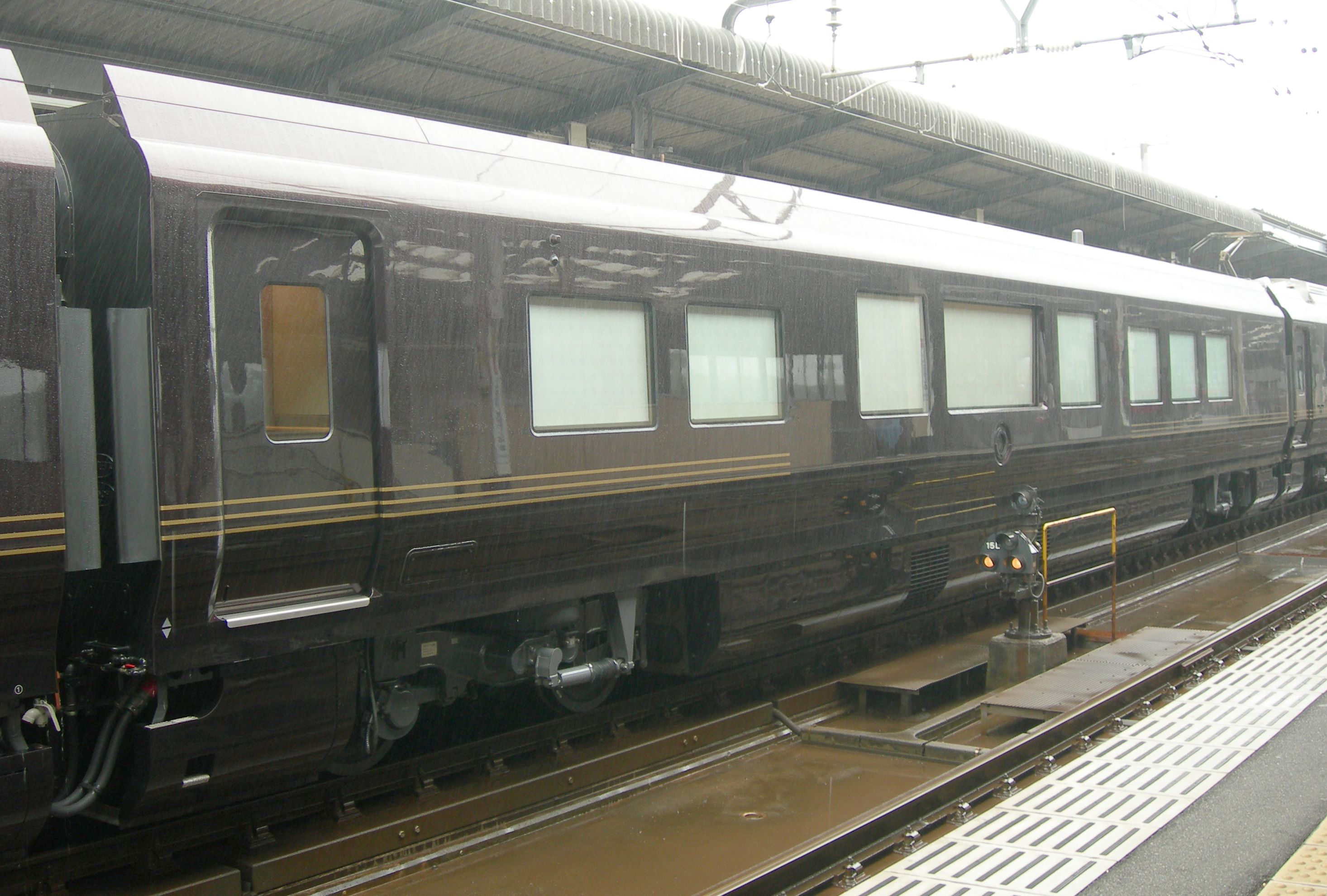
特別車両E655-1
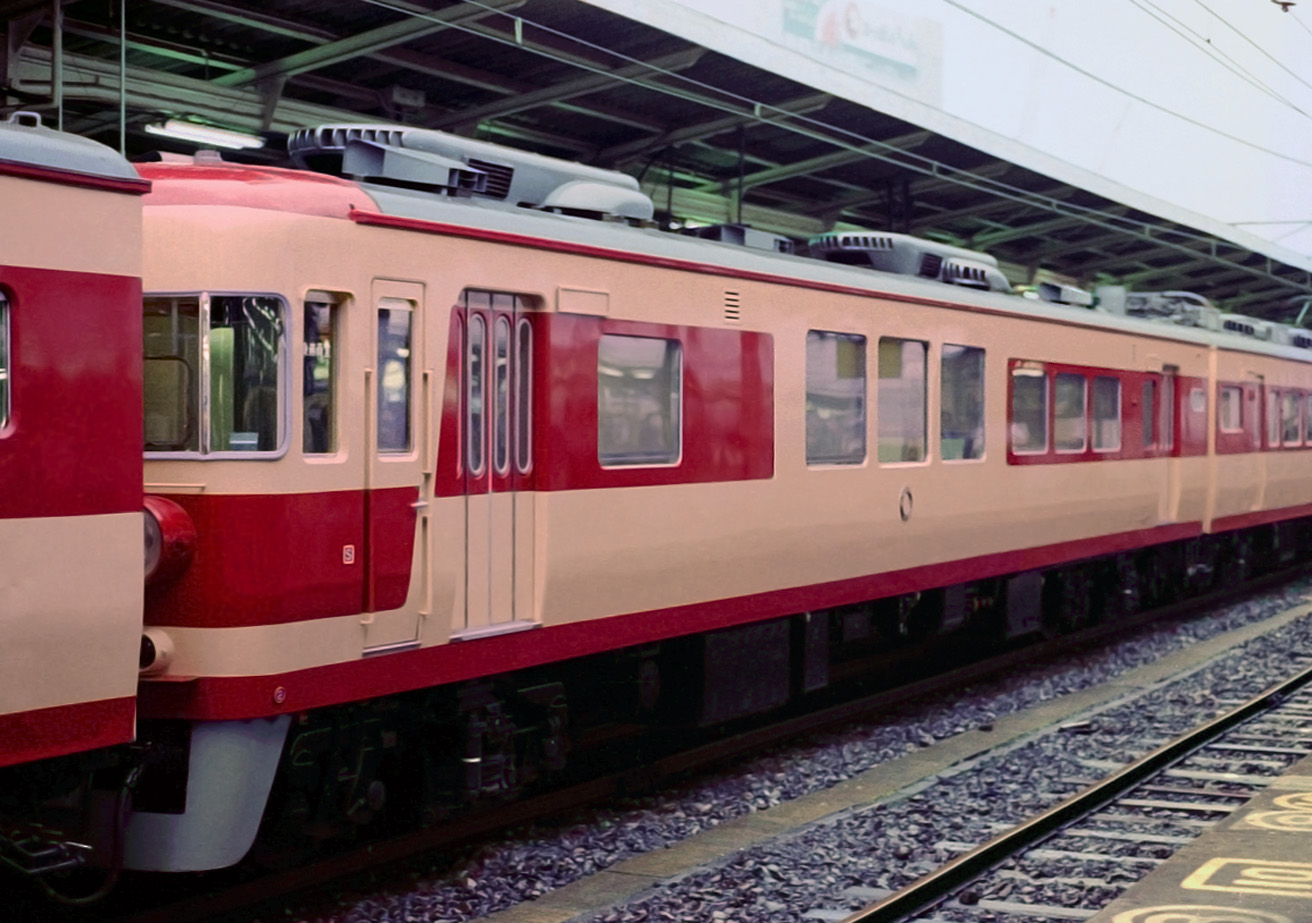
貴賓車クロ157-1

### 過去の配置車両
E231系電車500番台
- トウ520編成は、2014年（平成26年）に各種改造を受け三鷹車両センター に転出しA520編成となった。2016年（平成28年）にトウ540編成が、2017年（平成29年）からはトウ503・507 - 511・513 - 519編成が、2018年（平成30年）度はトウ521-538編成が、2019年（平成31年 / 令和元年）度は残りの全編成が転出し、2020年（令和2年）1月24日にトウ506編成が運用離脱したことにより、全編成が転属した。転属完了後も、サハE231-4602・4604 - 4606が残っていたが、これらは同年9月10日付で廃車となり[13]、12月に現地で解体された。

205系電車
- 103系電車の後継車両で、山手線の主力となっていた。
- 最後まで在籍していたのは2両（サハ205-45とサハ205-60）で、2010年（平成22年）3月に解体された。

211系電車
- 2013年（平成25年）3月16日ダイヤ改正の際に、従来配置されていた田町車両センターが廃止されたことで書類上転入した。すべて転用改造前の保留車である。
- 1986年（昭和61年）から1991年（平成3年）にかけて新製配置され、東海道本線東京 - 島田間や伊東線で運用された。2011年（平成23年）11月からE233系への置き換えが進められ、2012年（平成24年）4月23日に定期運用を終了した。
- 現車は東京総合車両センターに入線することはなく、基本10両・付属5両の編成は尾久車両センターなどに、付随車を抜いて6両および4両となった編成は青森車両センター、新潟車両センター、下新田信号場などの各車両基地や北長野駅、豊野駅、酒田駅などに疎開留置された[14]。
- 廃車されなかった車両は、2014年（平成26年）から2015年（平成27年）10月までに耐寒耐雪仕様に改造され、全車長野総合車両センターに転出した。

E231系電車
- B27編成のみが在籍していた。0番台は中央・総武緩行線用として三鷹車両センターに配置されていた車両で、付随車を抜いた制御車（クハ）・電動車（モハ）6両のみが使用されていた。用途は新津車両製作所で製造された山手線用4扉付随車サハE231形600番台・4600番台の試運転・配給輸送と、廃車になるサハE230形（6扉車）の長野総合車両センターへの廃車配給輸送で、控車扱いとして車両の中間に対象となる付随車を4両組み込んで使用した。帯色は従来の黄帯のままであった。6扉車の置き換え完了に伴い再び三鷹車両センターへ転出した。

クモル145形・クル144形電車
- 配給車。2両編成1本が配置されていたが、2008年（平成20年）6月に長野総合車両センターに送られ、廃車となった。

193系電車
- 事業用の電気検測試験車。2両編成1本が配置されていたが、2013年（平成25年）6月10日付で廃車された。

クモヤ143形電車
- 事業用の牽引車、8と9の2両が配置されていた。
- 2022年（令和4年）3月16日に長野総合車両センターに配給回送された後も、休車扱いで1年以上留置されていたが、2023年（令和5年）6月に同センターで廃車・解体された。

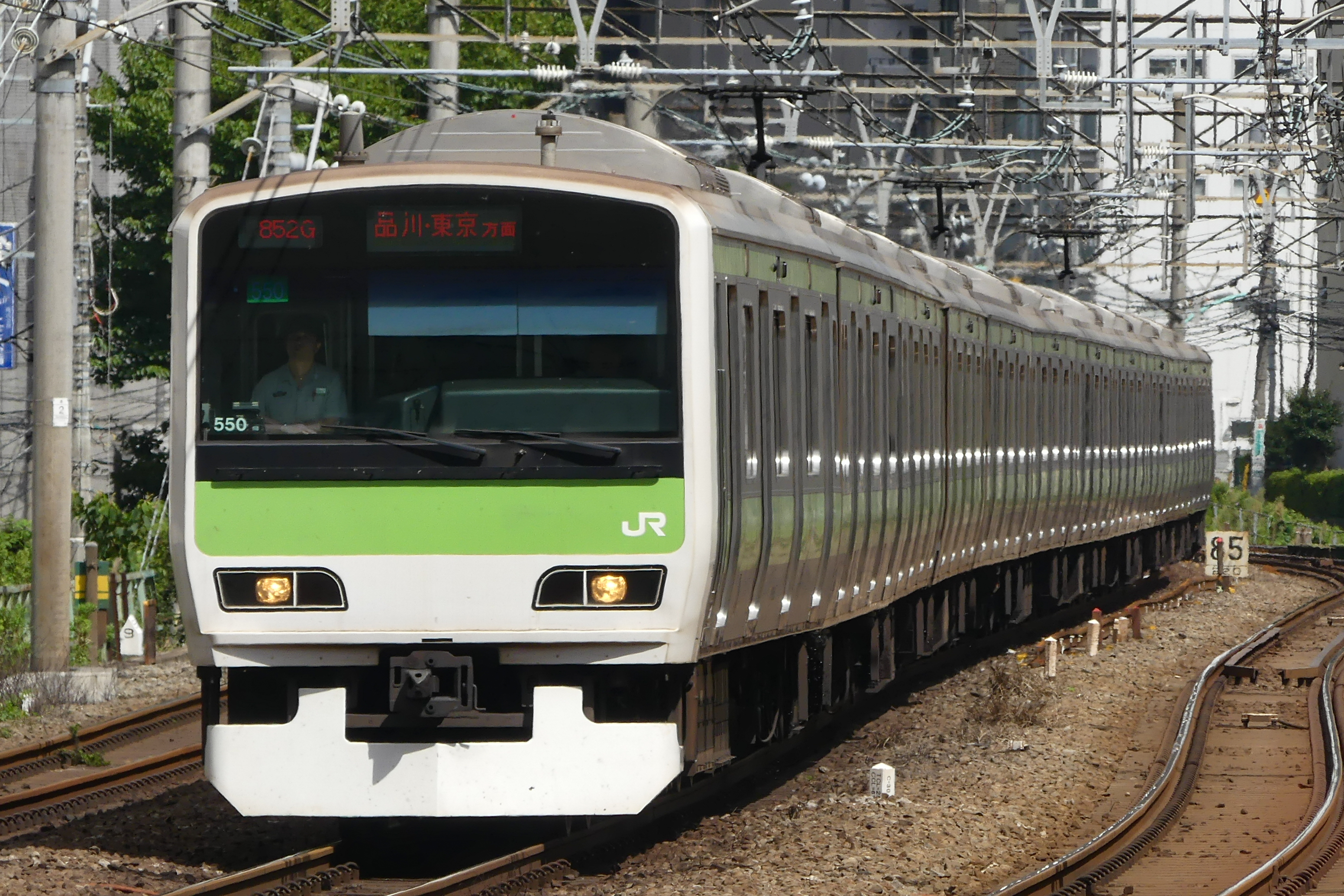
E231系500番台
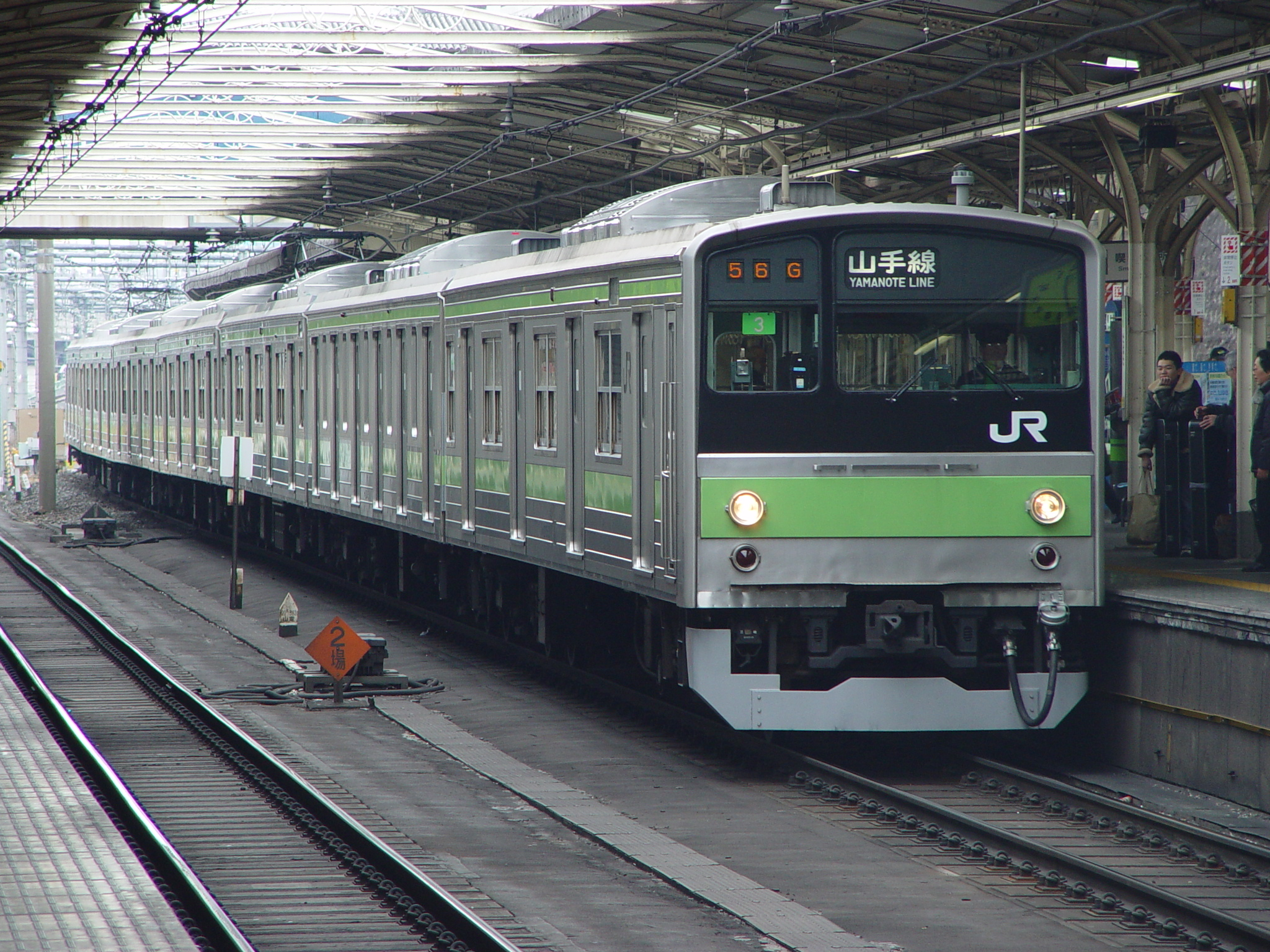
205系
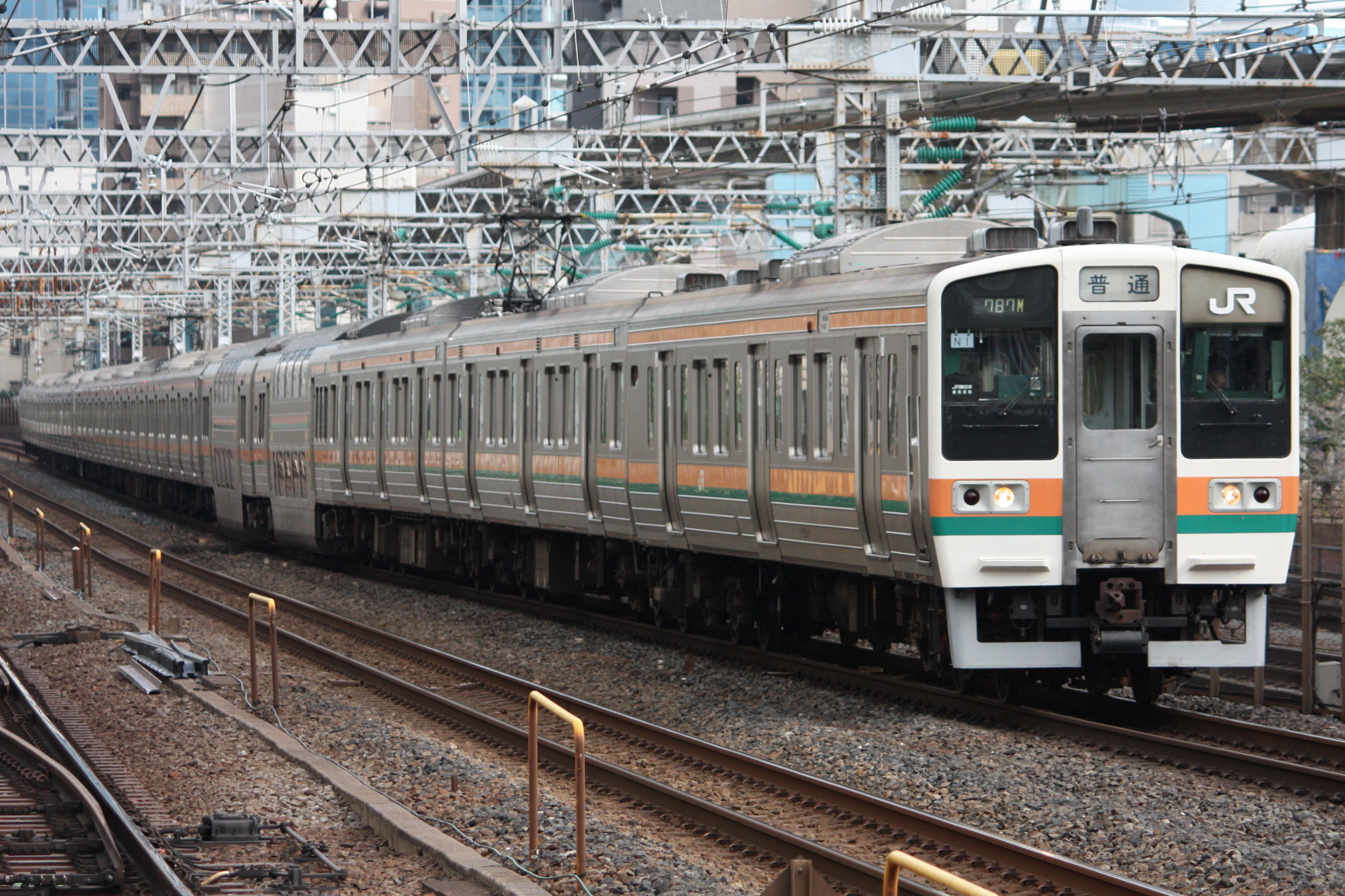
211系
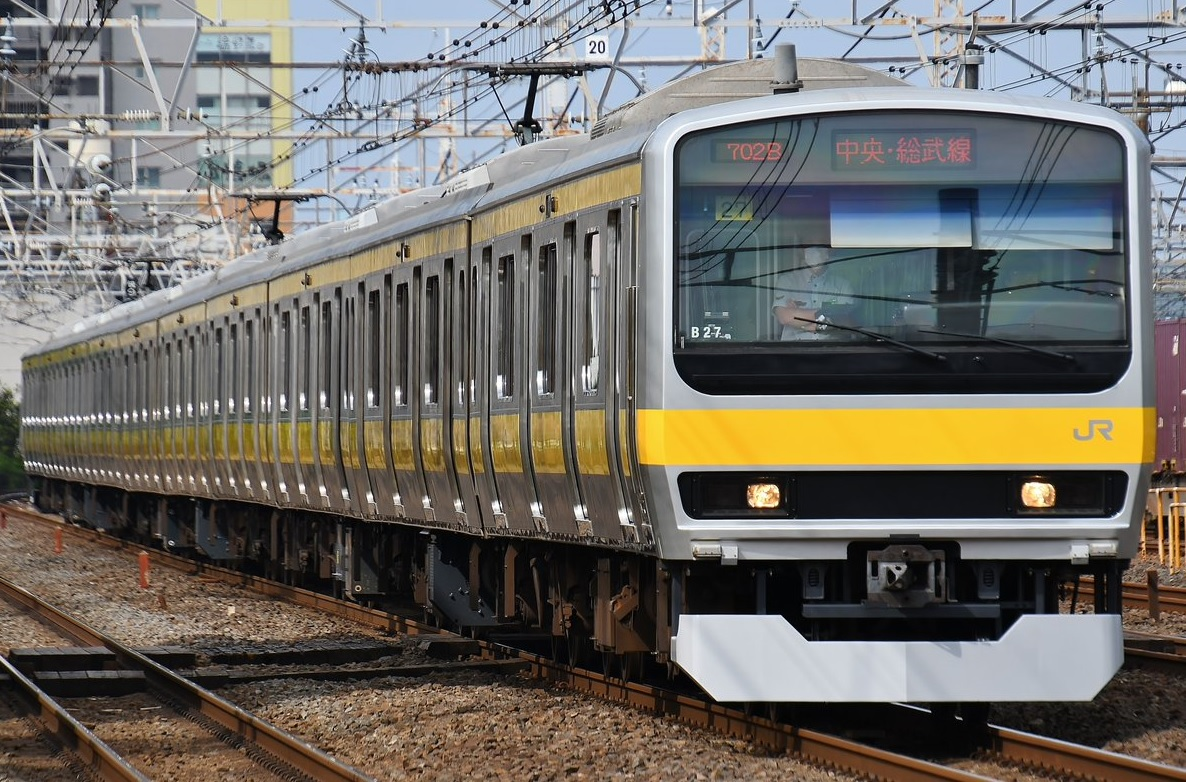
E231系B27編成
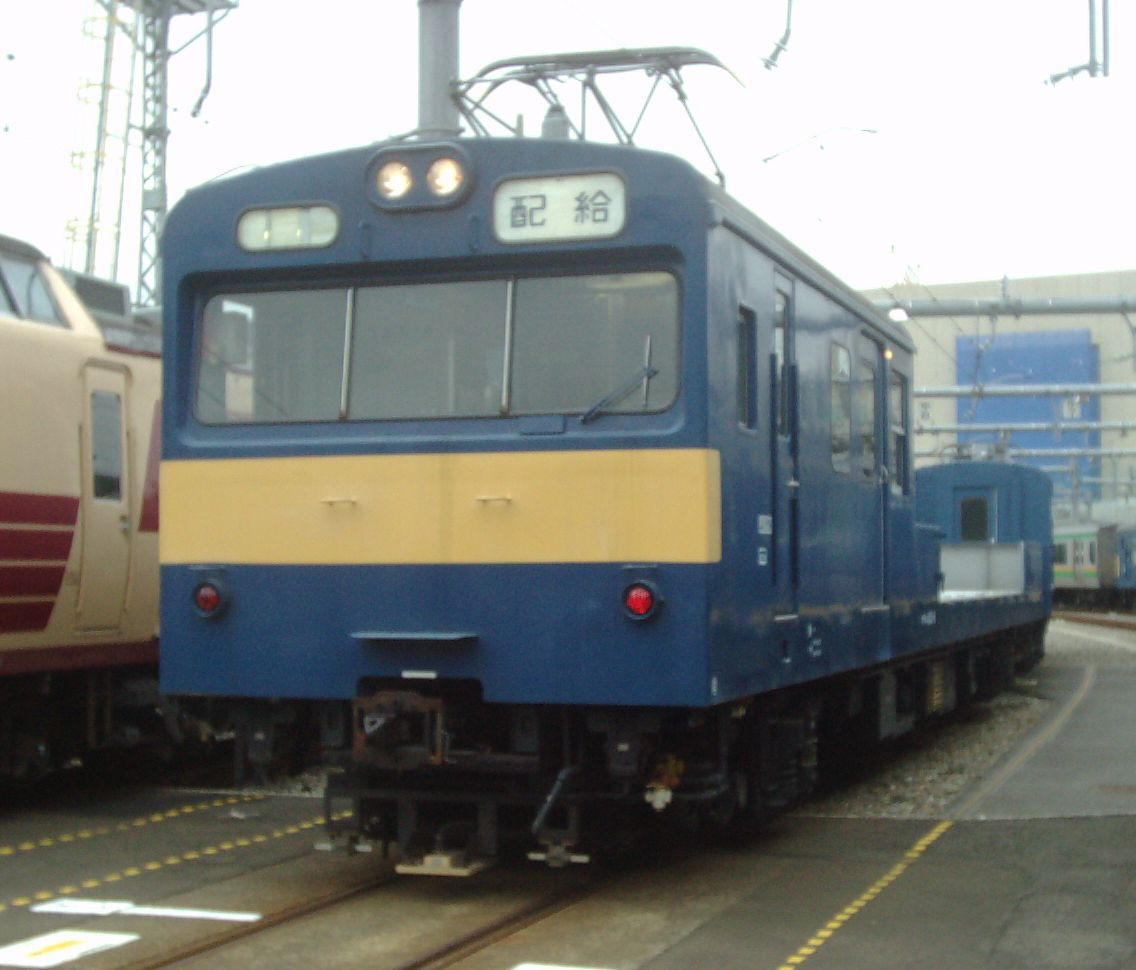
クモル145形
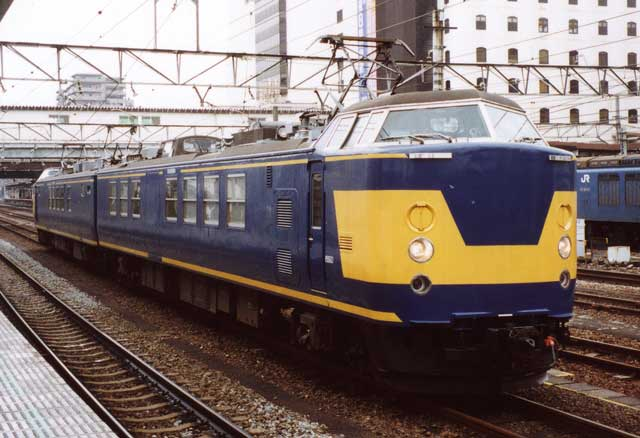
クモヤ193形
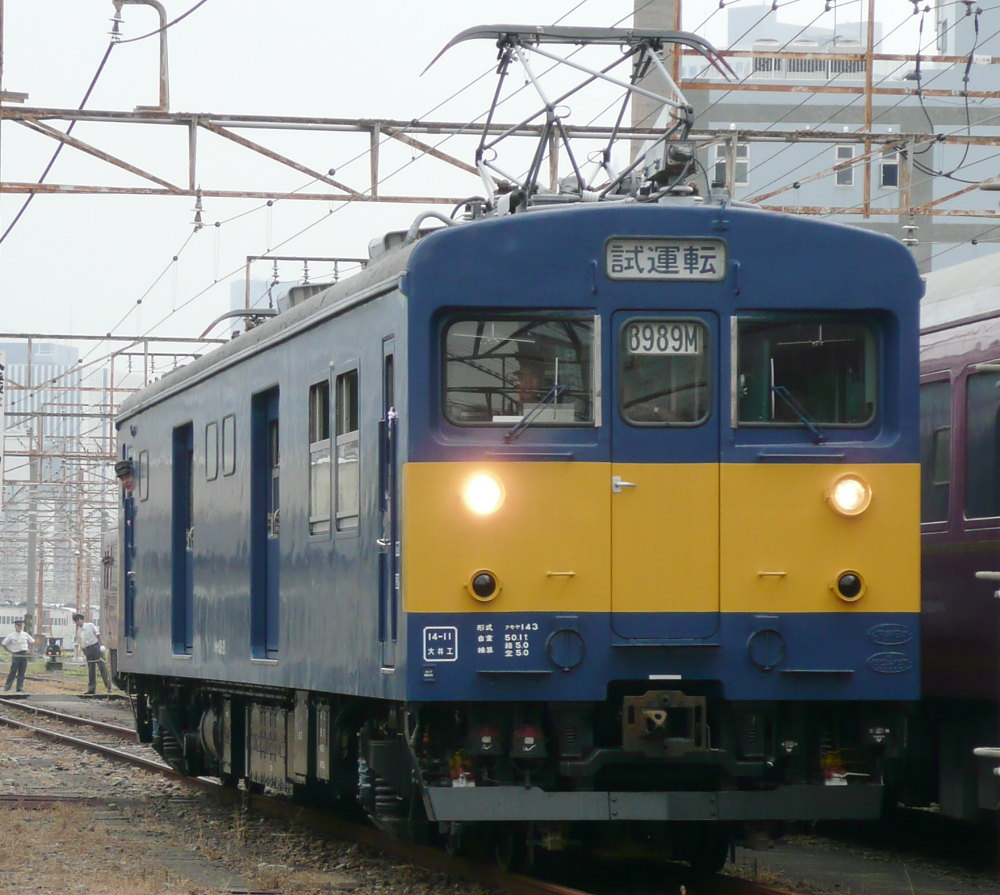
クモヤ143形

## 入換動車
車籍のない入換動車として、下記の車両が使用されていた。
クモユニ143形
旧クモユニ143-2が塗色変更のうえで使用されていたが、2010年（平成22年）2月に当センター内にて解体された。
101系
2両編成1本（旧クモハ101-170+旧クモハ100-802）が、車体短縮改造・塗色変更され、「たんぽぽ」という愛称で入換に使用された。2両で17 m級電車2両に相当する車体長とするため、旧クモハ100-802は車体が6 m短縮されていた。2008年（平成20年）に当センター内で解体され、現存しない。
クモニ13形
旧クモニ13007が使用されていたが、後継車両の導入後は下記のクモハ12形などと同様に保管状態となっていた。長期にわたる野外留置で車体の腐食が進行し、雨樋なども外れ落ちてしまっていたが、2010年（平成22年）2月に解体された。

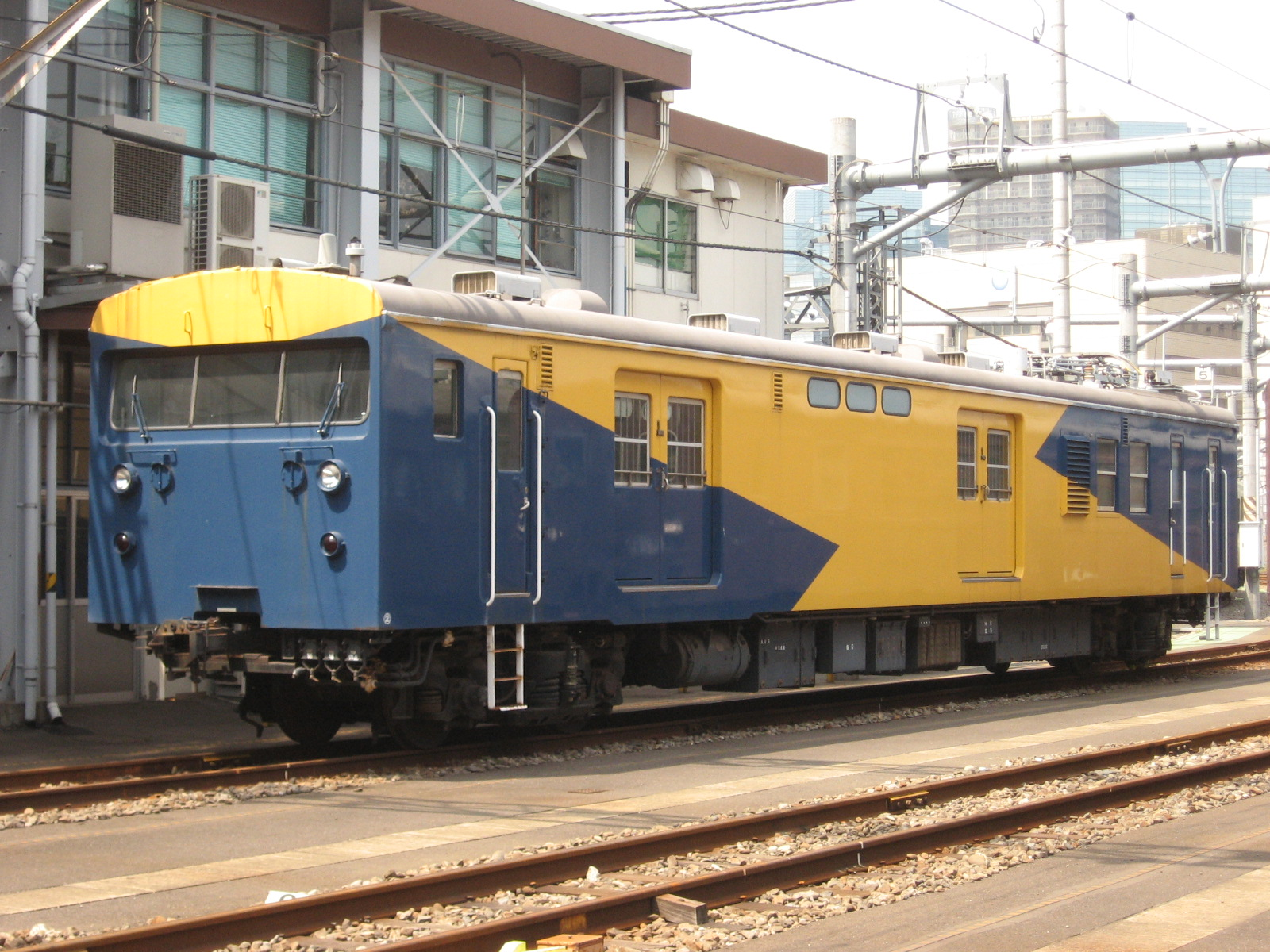
クモユニ143-2
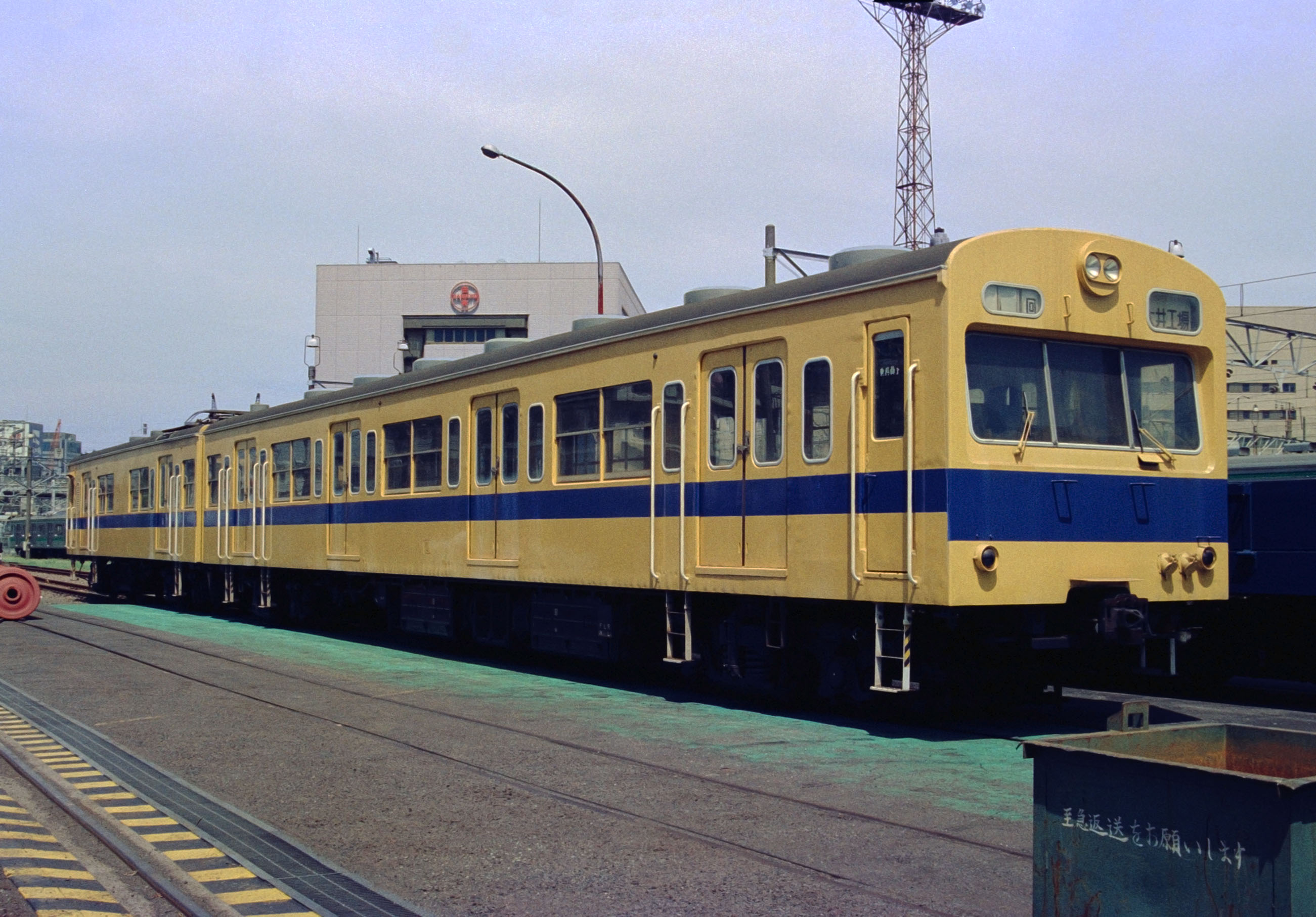
101系「たんぽぽ」
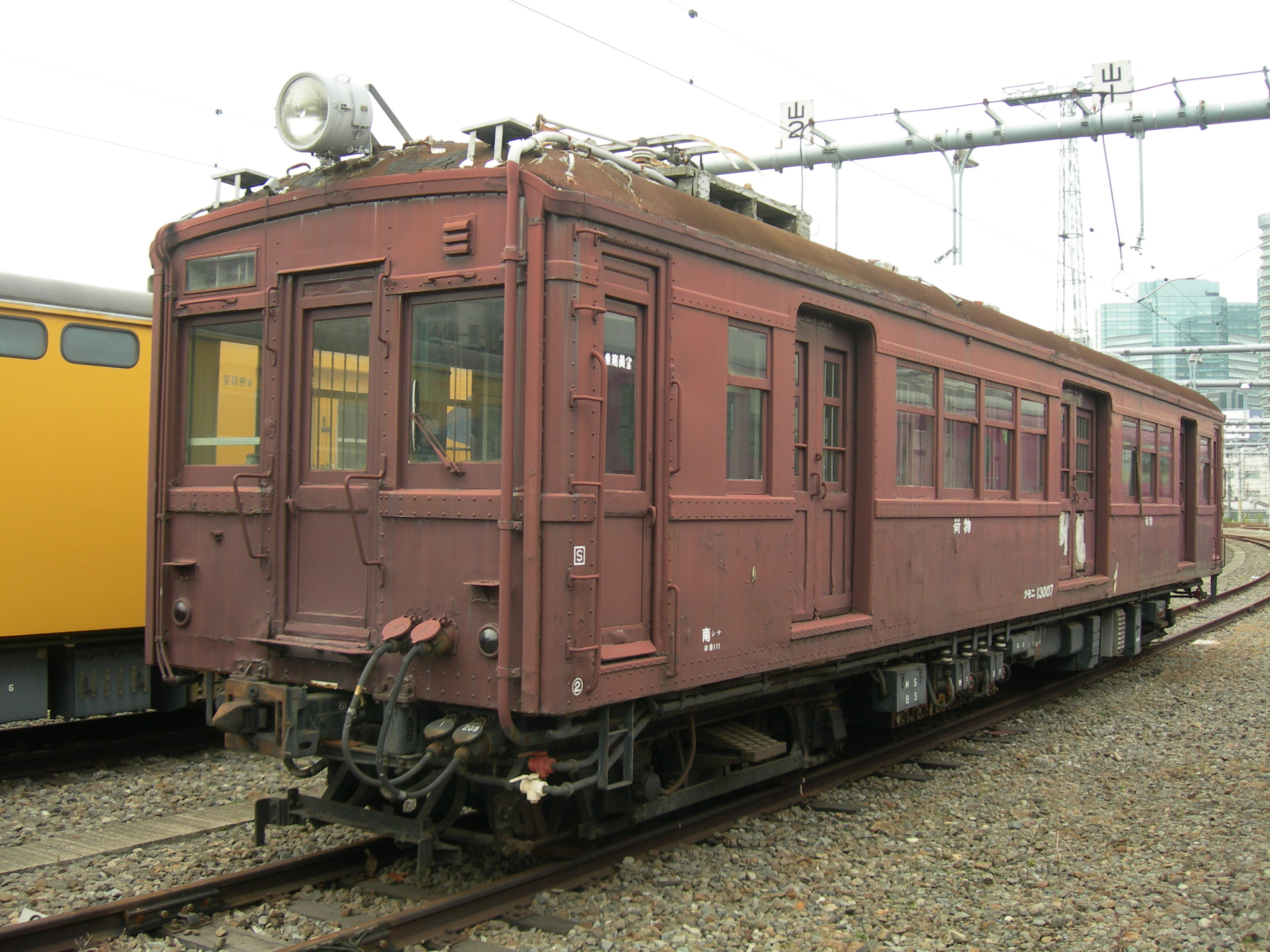
クモニ13007

## 保存車
31系（クモハ12052）
- 1996年（平成8年）まで鶴見線で運用されていた両運転台化改造車。鶴見線での運用終了後、中原電車区に車籍を残したまま当センター（当時は大井工場）の西エリアで保管されている。

クハ209-901
- JR東日本における「新系列車両」のルーツ。1992年（平成4年）に川崎重工業で落成し、2007年（平成19年）まで京浜東北線・根岸線で営業運転を行っていた。クモハ101-902に代わり、西エリアの正門付近に保存されている。

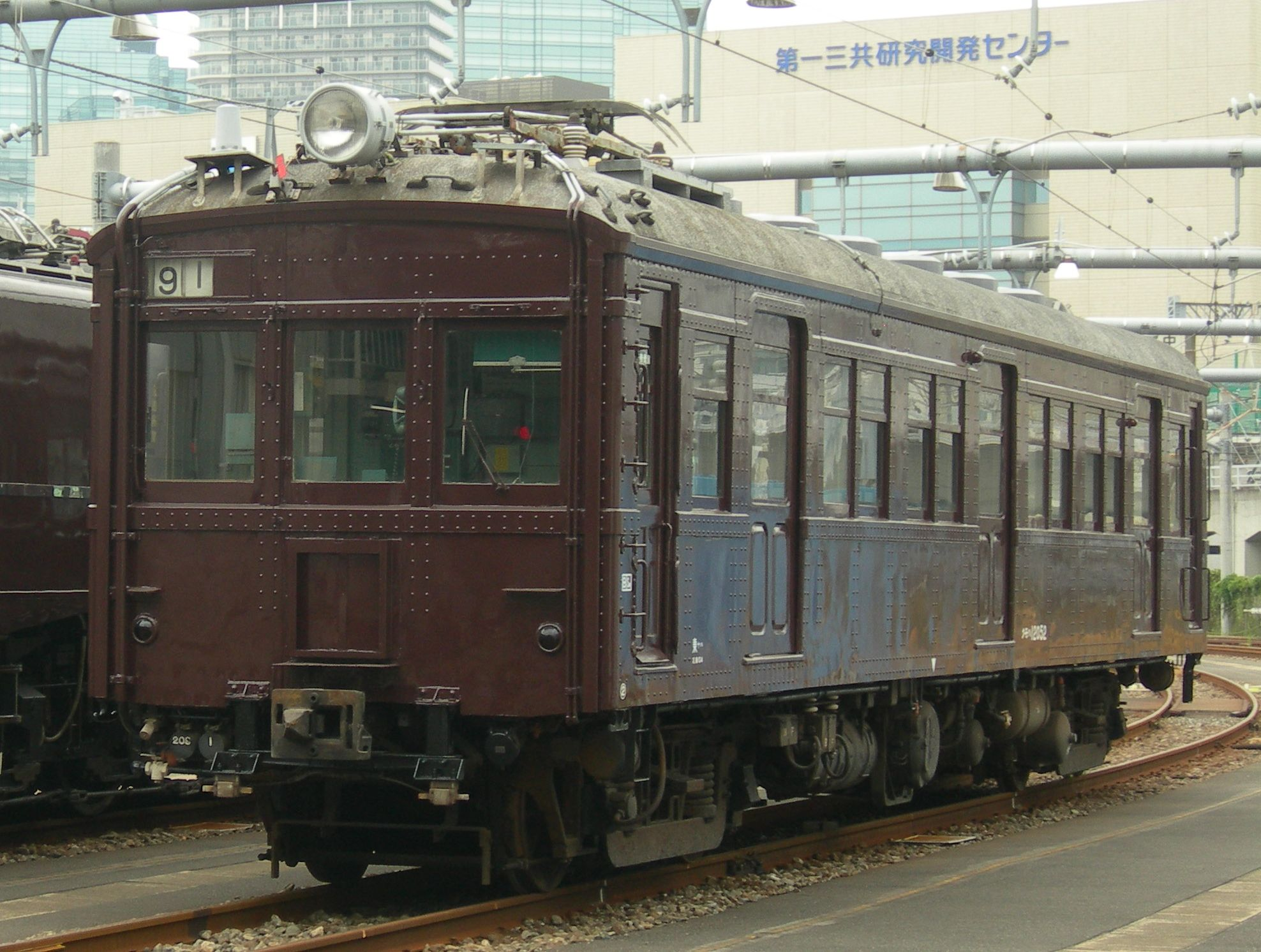
クモハ12052
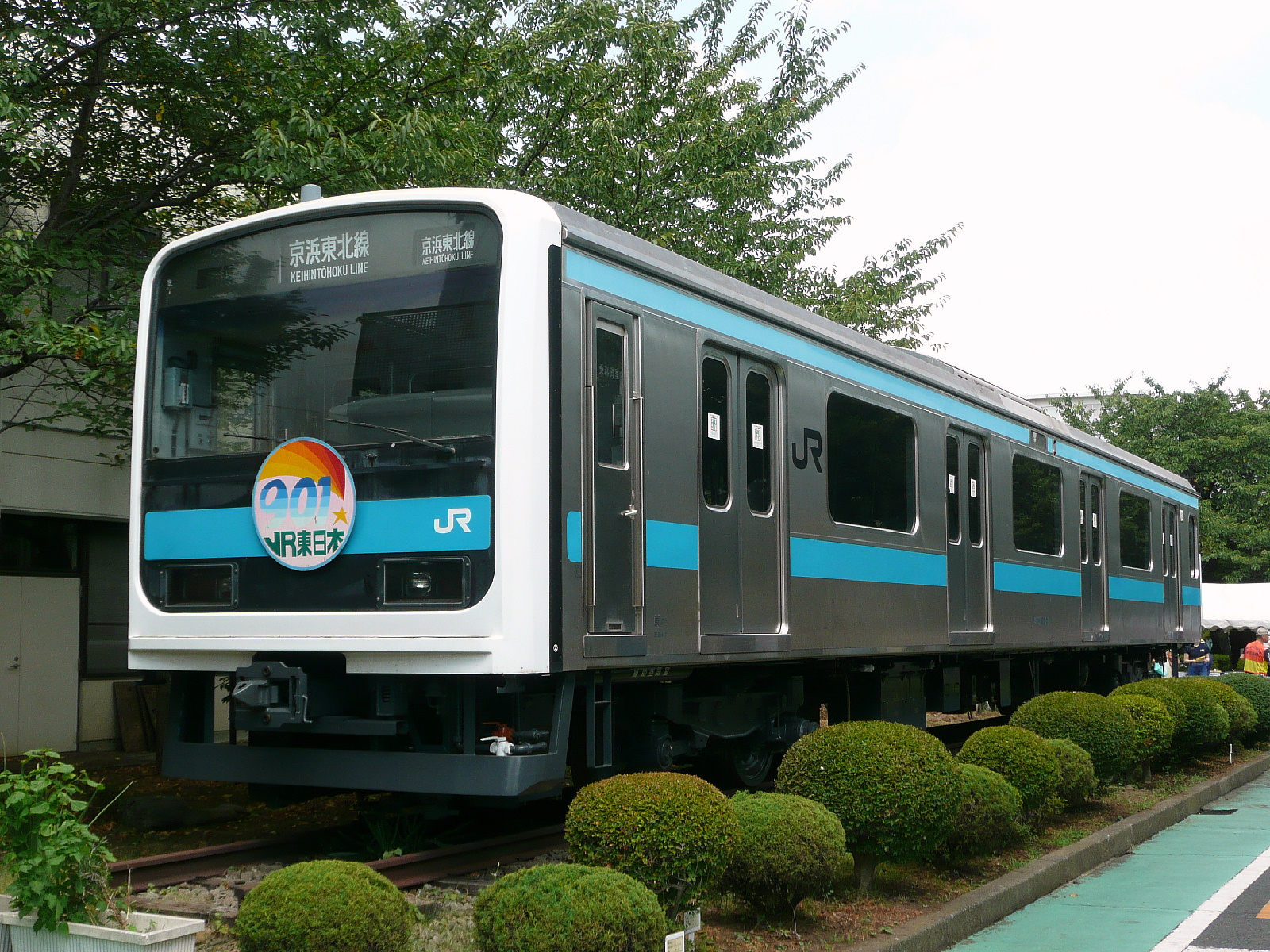
クハ209-901

保存後に移動した車両
ナデ6141
- 初期の木造省電。1972年（昭和47年）に復元されて以降保管されていたが、2007年（平成19年）に埼玉県さいたま市の鉄道博物館へ移動された。保存の経緯などは、国鉄デハ6285形電車#保存を参照のこと。

クモハ101-902
- 国鉄電車のエポックとなった101系の試作車。1957年（昭和32年）に大井工場で製造された車両であることから、廃車後は大井工場（西エリア）の正門付近に静態保存されていた。2007年（平成19年）に鉄道博物館へ移動。

マイテ39 11
- 1930年（昭和5年）大井工場で製造された展望車。青梅鉄道公園で保存されていたが、1987年（昭和62年）に搬入され、補修ののち、保管された。2007年（平成19年）に鉄道博物館へ移動。

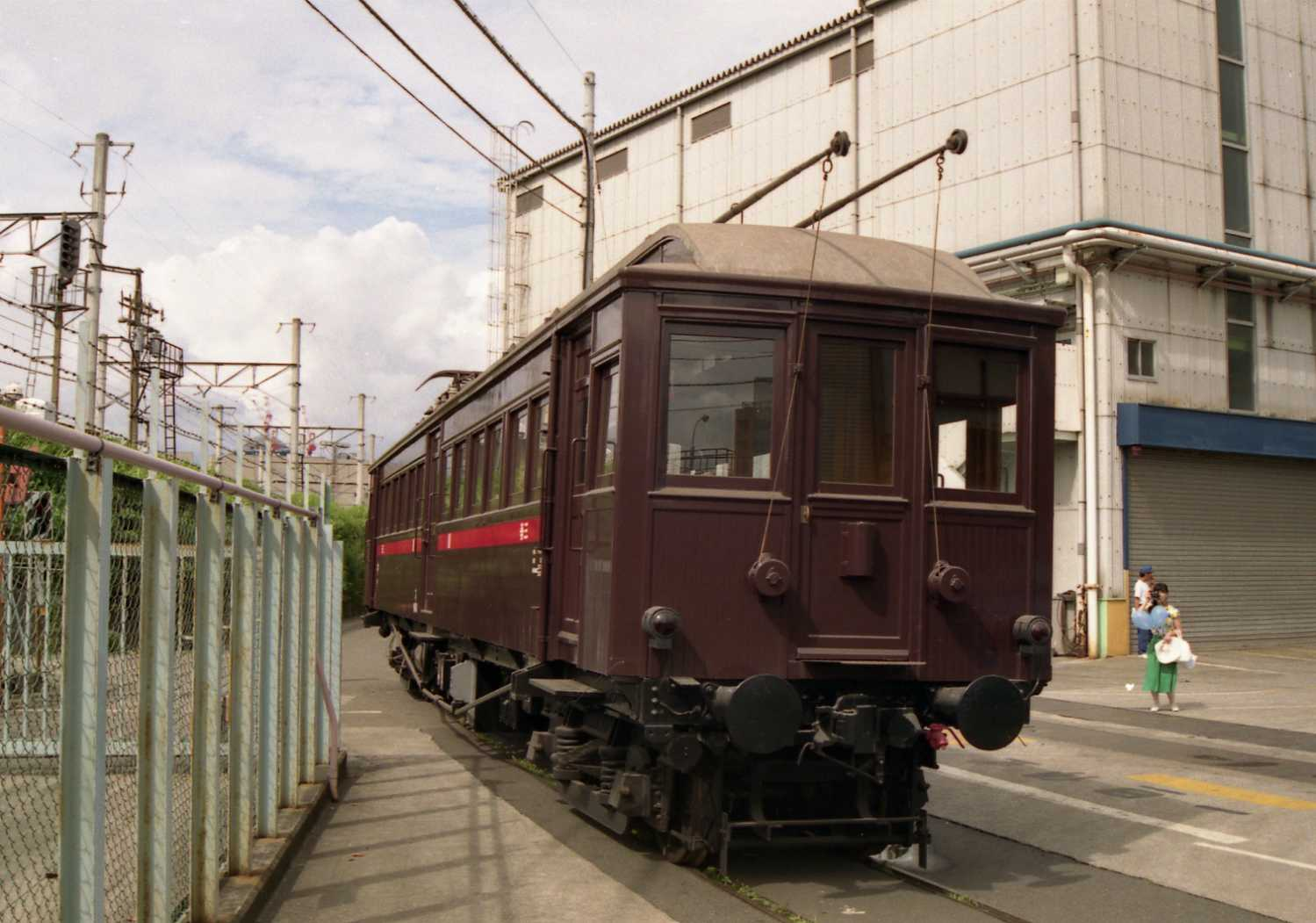
ナデ6141
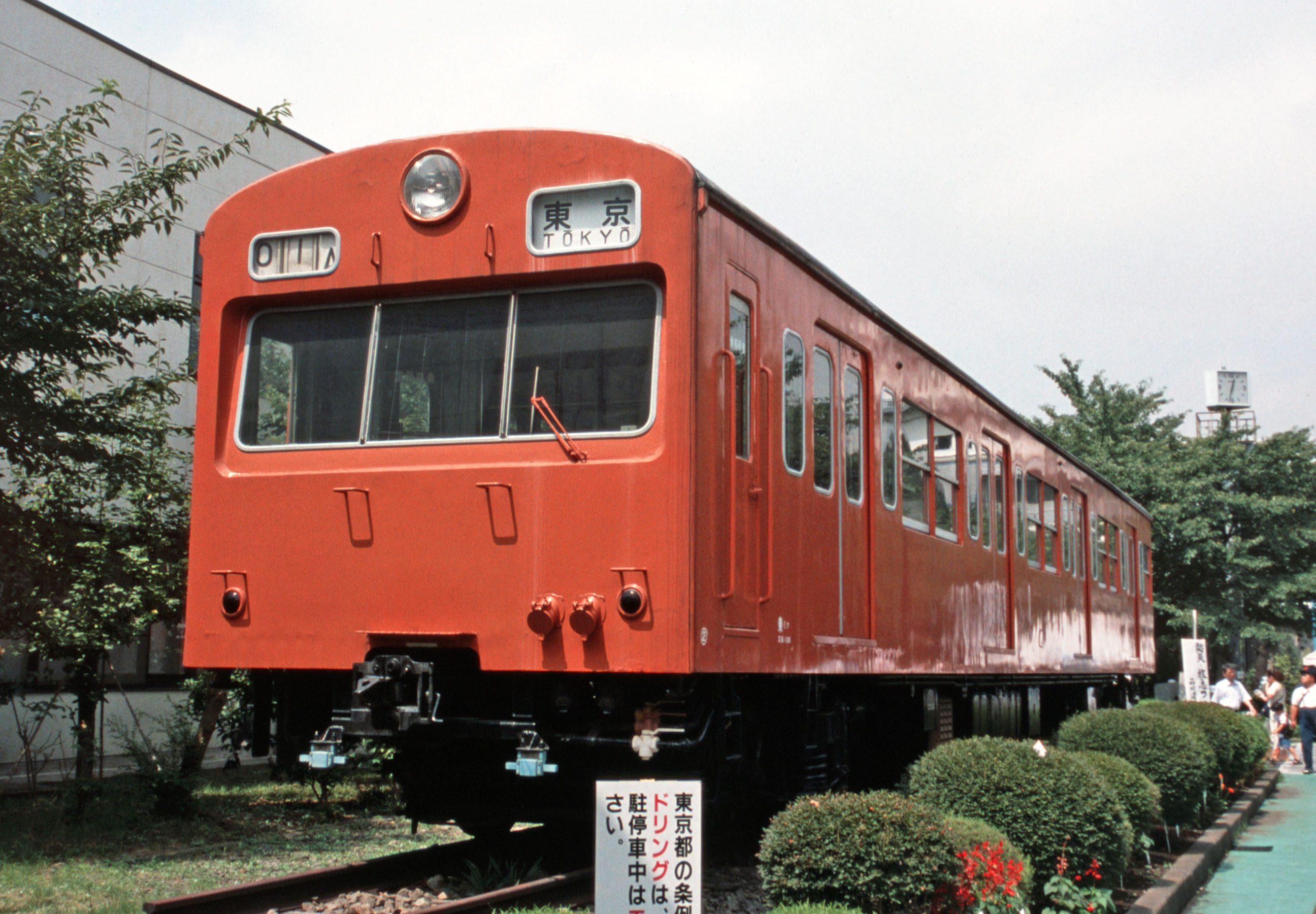
クモハ101-902
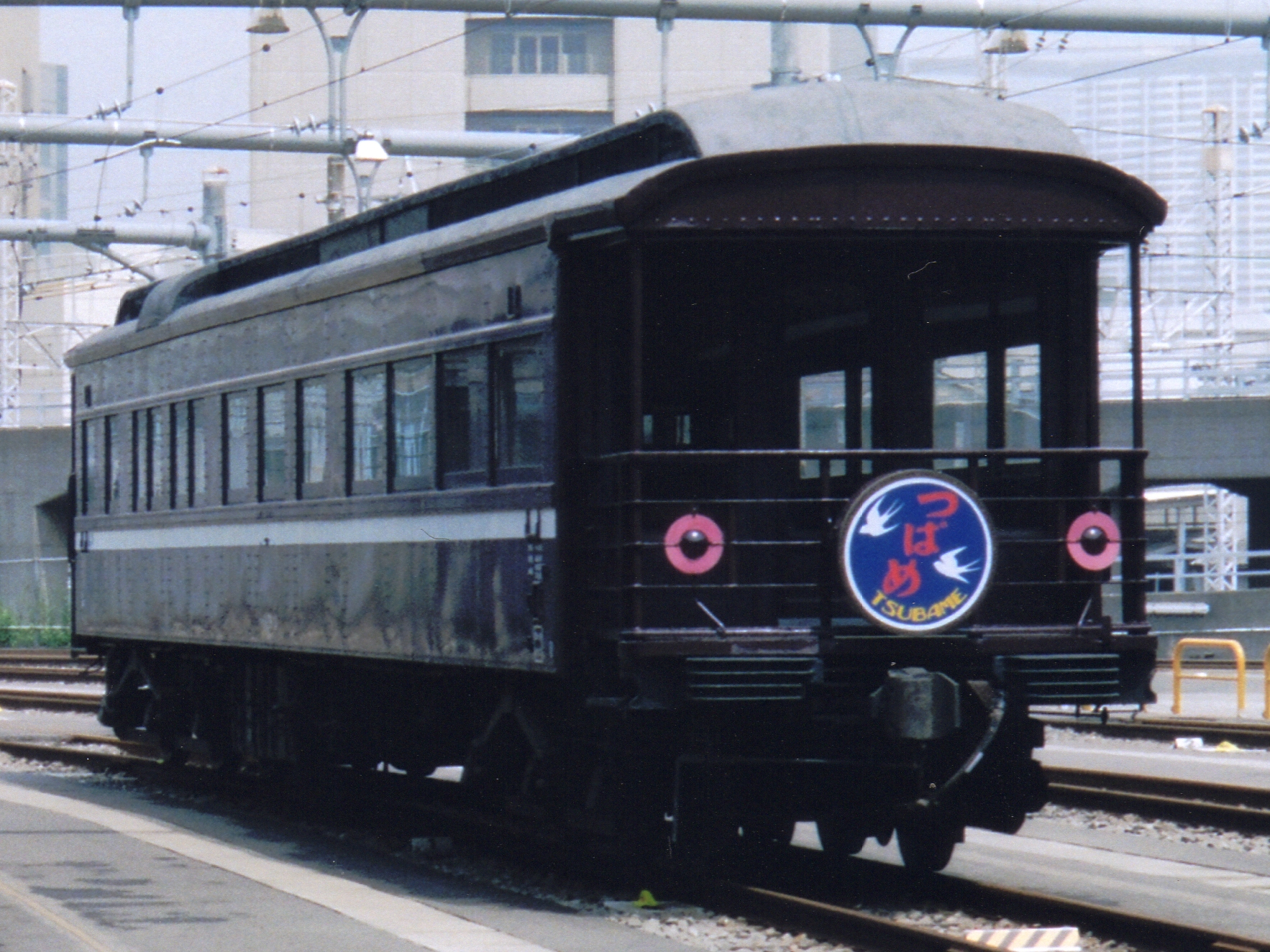
マイテ39 11

保存後に解体された車両
クモハ12053
- クモハ12052とともに運用終了後も保管されていたが、2010年（平成22年）2月下旬に解体された。

クモヤ90801
- 当センターの西エリアで保管されていたが、2010年（平成22年）2月下旬に解体された後、特徴的な三段の開閉窓と戸袋窓の客室内側面と、ロングシート座席と床板の客室内床面の一部が、73系電車の車内再現モックアップとして鉄道博物館へ移動、網棚があった部分などに説明書きが貼られて、本館2階の「鉄道車両年表」の横にある、トイレやベビー休憩室・授乳室との間の壁に休憩スペースとして展示されている。

## 御料車庫
かつて東京総合車両センター内にあったれんが建築物の通称。当センターが大井工場として開業したころから皇室用客車の車庫として用いられた。2023年（令和5年）に解体された。